# احتجاجات منتزه غيزي بتركيا
بدأت موجة من المظاهرات والاضطرابات المدنية في تركيا في 28 مايو 2013، في البداية للتنافس على خطة التنمية الحضرية لمجمع ميدان غيزي في إسطنبول. وأثارت الاحتجاجات غضبًا من الإجلاء العنيف للاعتصام المُقام في الحديقة احتجاجًا على الخطة. في وقت لاحق، دعمت الاحتجاجات والإضرابات في جميع أنحاء تركيا، احتجاجًا على مجموعة واسعة من المخاوف في جوهرها قضايا حرية الصحافة والتعبير والتجمع، وتجاوز الحكومة على العلمانية التركية. ومع عدم وجود قيادة مركزية تتجاوز التجمع الصغير الذي نظم الاحتجاج البيئي الأصلي، تمت مقارنة الاحتجاجات بحركة أوكوبي وأحداث مايو 1968. لعبت وسائل الإعلام الاجتماعية دورا رئيسيا في الاحتجاجات، ليس أقلها لأن الكثير من وسائل الإعلام التركية قللت من الاحتجاجات، وخاصة في المراحل الأولى. ويقدر أن ثلاثة ملايين ونصف المليون شخص (من سكان تركيا البالغ عددهم 80 مليون نسمة) قد شاركوا بنشاط في حوالي 5000 مظاهرة في جميع أنحاء تركيا مرتبطة باحتجاج حديقة غيزي الأصلية. وقتل 11 شخصا وأصيب أكثر من 8000 شخص بجراح، وكان العديد منهم في حالة خطيرة. تم استعادة الاعتصام في حديقة تقسيم جيزي بعد انسحاب الشرطة من ساحة تقسيم في 1 يونيو، وتطورت إلى معسكر تشبه احتلال، مع الآلاف من المتظاهرين في الخيام، وتنظيم مكتبة، ومركز طبي، وتوزيع المواد الغذائية، ووسائل الإعلام الخاصة بهم. بعد أن تم تطهير مخيم بارك غيزي من قبل شرطة مكافحة الشغب في 15 يونيو، بدأ المتظاهرون يجتمعون في حدائق أخرى في جميع أنحاء تركيا ونظموا منتديات عامة لمناقشة سبل المضي قدما للاحتجاجات. رفض رئيس الوزراء التركي رجب طيب أردوغان المتظاهرين «عدد قليل من اللصوص» في 2 يونيو. وقمعت الشرطة الاحتجاجات بالقنابل المسيلة للدموع ومدافع المياه. وبالإضافة إلى 11 حالة وفاة وما يزيد على 000 8 إصابة، ألقي القبض على أكثر من 000 3 شخص. وقد انتقدت بعض الدول الأجنبية والمنظمات الدولية استخدام القوة المفرط من قبل الشرطة والغياب العام للحوار الحكومي مع المتظاهرين. ووصف نطاق المتظاهرين بأنه واسع، يشمل كلا من اليمين واليسار. وتراوحت شكاواهم من الشواغل البيئية المحلية الأصلية إلى قضايا مثل استبداد رجب طيب أردوغان، والحد من الكحول، والصف الأخير حول التقبيل علنا، والحرب في سوريا. ودعا المتظاهرون أنفسهم apapulcu (اللصوص)، واستيلاء على إهانة أردوغان لنفسها (وصياغة المشتقة «تشابولينغ»، نظرا لمعنى «القتال من أجل حقوقك»). العديد من المستخدمين على تويتر أيضا تغيير اسمهم واستخدام جابولجية (çapulcu) بدلا من ذلك. ووفقا لمختلف المحللين، فإن الاحتجاجات هي أكثر الأحداث تحديا بالنسبة لعشر سنوات من عمر أردوغان وأهم مخاوف على الصعيد الوطني منذ عقود.

## خلفية الأحداث

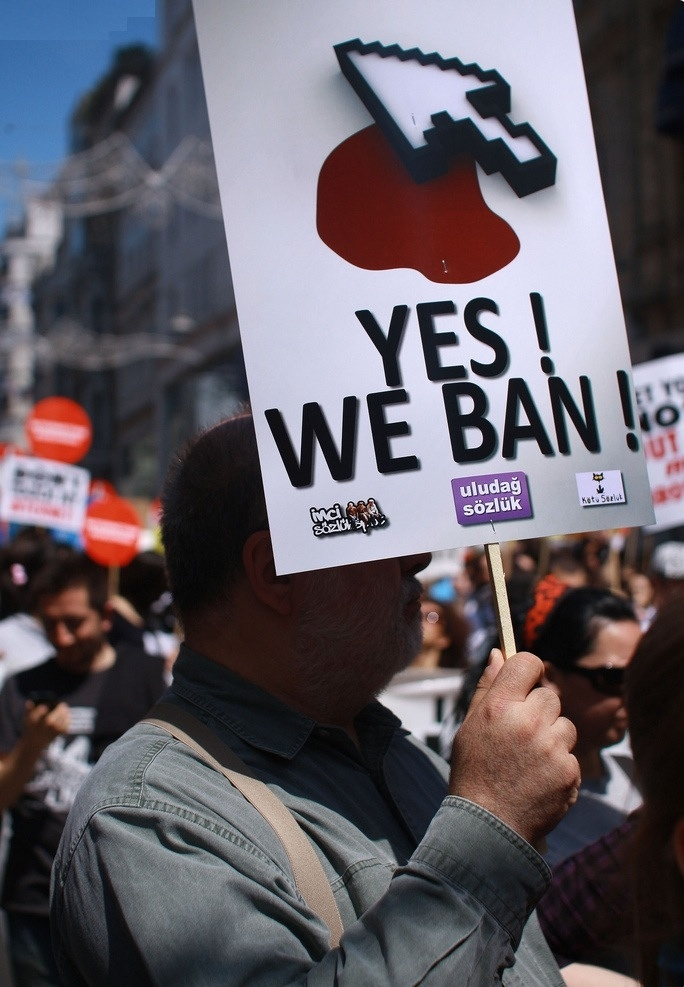
احتجاجات 2011 على الرقابة على الإنترنت.

حكم حزب العدالة والتنمية بقيادة رجب طيب أردوغان منذ عام 2002، وفاز في انتخابات 2002 و 2007 و 2011 بفارق كبير. وفي ظل حكمه، تعافى اقتصاد تركيا من الأزمة المالية والركود الاقتصادي في عام 2001، مدفوعًا على وجه الخصوص بازدهار في مجال البناء والتشييد. وفي الوقت نفسه، ولا سيما منذ عام 2011، مضي قدمًا بتنفيذ جدول أعمال إسلامي، مما قوض التأثير العلماني للجيش التركي. وخلال الفترة نفسها، زادت أيضًا مجموعة من القيود على حقوق الإنسان، ولا سيما حرية التعبير وحرية الصحافة، على الرغم من التحسينات الناجمة عن عملية الانضمام إلى الاتحاد الأوروبي. ومنذ عام 2011، زاد حزب العدالة والتنمية من عدد القيود المفروضة على حرية التعبير وحرية الصحافة واستخدام الإنترنت والمحتوى التلفزيوني، والحق في حرية التجمع. كما أقام علاقات مع الجماعات الإعلامية التركية، واستخدم التدابير الإدارية والقانونية (بما في ذلك، في حالة واحدة، غرامة ضريبية بقيمة 2.5 مليار دولار) ضد الجماعات الإعلامية والصحفيين: «على مدى العقد الماضي، قام حزب العدالة والتنمية ببناء قوة غير رسمية، تحالف رجال الأعمال ووسائل الإعلام التابعة للحزب التي تعتمد سبل معيشتهم على النظام السياسي الذي يبنيه أردوغان، والذين يقاومون ذلك على مسؤوليتهم الخاصة».
وقد رأت بعض الدوائر الانتخابية أن الحكومة تتزايد فيها سلطة الإسلاميين والسلطويين، وقد وافق البرلمان على إصلاح التعليم الذي يعزز العناصر والدورات الإسلامية في المدارس الابتدائية والثانوية العامة في عام 2012، حيث قال أردوغان إنهم أرادوا إنشاء «جيل واعد». تم حظر بيع واستهلاك الكحول في حرم الجامعات. وقد حُكم على الأشخاص بالسجن بتهمة السُكر.
في حين أن البناء في تركيا قد ازدهر وكان محركًا رئيسيًا للاقتصاد، وهذا ينطوي على القليل من المشاورات المحلية. على سبيل المثال، عورِضت مشاريع البناء الكبرى في إسطنبول «من قبل تحالفات واسعة النطاق من المصالح المتنوعة، ولكن في كل حالة، كانت الحكومة تعامل معارضي المشاريع بطريقة سيئة، مؤكدةً أن أي شخص لا يحب ما يحدث يجب أن نتذكر كيف كانت شعبية حزب العدالة والتنمية أوقات الانتخابات». كما أُثيرت مخاوف من الفساد، وخاصةً فيما يتعلق بكانال إسطنبول.
وأدّت القضايا البيئية، وخاصة منذ قرار الحكومة لعام 2010 لبناء محطات طاقة نووية إضافية والجسر الثالث، إلى استمرار المظاهرات في إسطنبول وأنقرة.

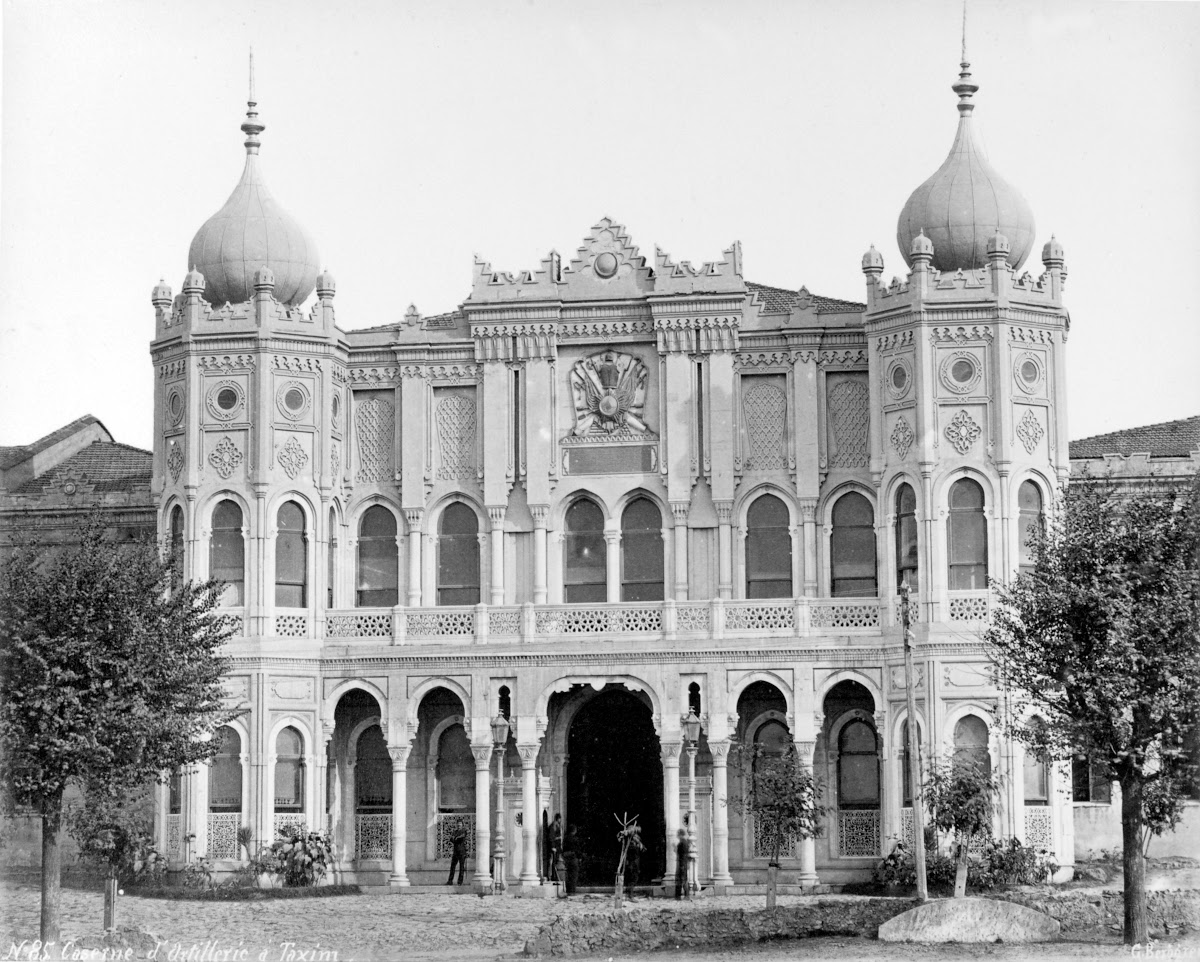
ميدان تقسيم، الذي بني عام 1806، تحولت إلى ملعب تقسيم في عام 1921، وهدم في عام 1940.

وشهدت منطقة البحر الأسود عشرات الاحتجاجات ضد بناء مقالب النفايات ومحطات الطاقة النووية والفحم والألغام والمصانع والسدود الكهرومائية. قام الموسيقيون والناشطون المحليون في عام 2012 بإنشاء مقطع فيديو بعنوان «الحفاظ على البحر الأسود»، الذي حمل شعار «منتزه غيزي» في كل مكان.
كما كان موقف الحكومة من الحرب الأهلية في سوريا سبب آخر للتوتر الاجتماعي في البلاد.
أُثير الجدل داخل المجتمعات التقدمية من خطط تحويل الكنائس المسيحية السابقة في آيا صوفيا التركية (والتيأصبحت الآن المتاحف) في طرابزون وربما إسطنبول إلى المساجد، وهي خطة لم تحصل على دعم القادة المسلمين البارزين من طرابزون.
وفي عامي 2012 و 2013، أصبحت نقاط الضعف الهيكلية في الاقتصاد التركي أكثر وضوحا. تباطأ النمو الاقتصادي بشكل ملحوظ في عام 2012 من 8.8٪ وفي عام 2011 إلى 2.2٪ في عام 2012 وكانت التوقعات لعام 2013 أقل من هذا الاتجاه. وظلت البطالة مرتفعة عند ما لا يقل عن 9٪، وتزايد العجز في الحساب الجاري إلى أكثر من 6٪ من الناتج المحلي الإجمالي.
ومن القضايا الرئيسية التي طرحها أردوغان قبل انتخابات 2011 إعادة صياغة الدستور المكتوب العسكري منذ عام 1982. وكان من بين مطالب أردوغان أن تقوم تركيا بتحويل دور الرئيس من دور احتفالي إلى جمهورية رئاسية تنفيذية ذات صلاحيات جريئة، ليتم انتخابه رئيسًا في الانتخابات الرئاسية لعام 2014. ويتطلب تقديم مثل هذه المقترحات إلى استفتاء يحتاج إلى 330 صوتًا من أصل 550 صوتا في الجمعية الوطنية الكبرى والموافقة على الاستفتاء دون تصويت من قبل البرلمان 367 صوتًا من أصل 550 صوتًا (بأغلبية الثلثين) - ولا يملك حزب العدالة والتنمية حاليًا سوى 326 مقعدًا. وعلى هذا النحو، تطلب اللجنة الدستورية اتفاقًا من أحزاب المعارضة، وهي حزب الشعب الجمهوري وحزب الحركة الشعبية وحزب الشعب الديمقراطي الذين اعترضوا إلى حد كبير على هذه المقترحات. وعلاوةً على ذلك، قضت المحاكم الدستورية بأن الرئيس الحالي عبد الله غول مسموح له بالترشح للانتخابات في عام 2014، الذي أُشيع على نطاق واسع أن العلاقات والتوترات متزايدة بينه وبين أردوغان. وعلاوةً على ذلك، اعترض العديد من أعضاء البرلمان في حزب العدالة والتنمية الحاكم داخليًا أيضًا على القول بأن النظام الرئاسي الحالي يكفي. كما يُمنع أردوغان نفسه من الترشح لولاية رئاسية رابعة في الانتخابات العامة لعام 2015 بسبب القوانين الداخلية الحالية لحزب العدالة والتنمية، مما أثار بشكل كبير اتهامات من الجمهور بأن مقترحات أردوغان ذكرت في ضوء أنه ينوي إطالة حكمه فقط أكثر الشخصيات المهيمنة في السياسة. وقد تأخرت المقترحات الدستورية إلى حدٍ كبير حتى الآن في المداولات أو تفتقر إلى أي اتفاق واسع النطاق على الإصلاحات.

## الأحداث التي أدت إلى الاحتجاجات
أضف فقرة
- 29 تشرين الأول / أكتوبر 2012: حظر حاكم أنقرة مسيرة يوم الجمهورية المزمع تنظيمها من قبل جماعات المعارضة العلمانية. وعلى الرغم من الحظر، تجمع آلاف الاشخاص، بمن فيهم زعيم حزب الشعب الجمهوري أكبر حزب معارض في تركيا، في ساحة أولوس. هاجمت قوات شرطة مكافحة الشغب المتظاهرين بالغاز المسيل للدموع والماء، على الرغم من أن وجود العديد من الأطفال والمسنين في الحشد.حديقة جيزي كما تظهر من فندق مرمرة في ساحة تقسيم.

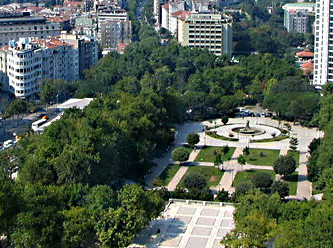
حديقة جيزي كما تظهر من فندق مرمرة في ساحة تقسيم.

- أوائل شباط / فبراير 2013: حاولت الحكومة منع الإجهاض عمليًا. ويأتي ذلك بعد أن دشّن أردوغان حملته ضد الإجهاض في يونيو / حزيران 2012، والتي شهدت في وقت لاحق احتجاجات مختلفة من قبل الجماعات النسوية والأفراد.
- 19 شباط / فبراير: أظهرت دراسة استقصائية أجرتها جامعة قادر هاس (تضم ما يصل إلى 000 20 شخصًا من 26 مقاطعة من أصل 81 مقاطعة ولها هامش خطأ ضئيل) عدم الموافقة على التغيير المقترح الذي اقترحه أردوغان بتحويل نظام الحكم من نظام برلماني إلى نظام رئاسي تنفيذي على الطريقة الأمريكية بحلول عام 2014 بواقع 65.8٪ من الأصوات المعارضة مقابل 21.2٪ من الأصوات الداعمة.
- شباط / فبراير - آذار / مارس: قام مصرف كبير في تركيا، بنك زيرات، بتغيير اسمه من «زيرات تك.» إلى «زيرات»، وبالتالي حذف اختصار جمهورية تركيا. كما توقفت وزارة الصحة التركية عن استخدام تك. في العلامات الخاصة بها . بدأ الآلاف في استخدام «تك» أمام أسمائهم في الفيسبوك وتويتر كنوع من الاحتجاج الصامت. كان بعض الناس يعتقدون أن حزب العدالة والتنمية يحاول تغيير اسم البلد أو نظامه في حين اعتقد آخرون أن هذا الإغفال من الحروف «تك» هو علامة على خصخصة بنك الزيرات والمستشفيات.
- أواخر آذار / مارس: رفع العلم التركي رسميًا من شعار الجمعية الوطنية الكبرى. ويرى الكثيرون أن ذلك يشكل إهانة للعمليات البرلمانية والجمهورية. احتج أعضاء المعارضة في البرلمان عن طريق رفع الأعلام الشخصية إلى الغرفة أثناء الجلوس.
- 2 نيسان / أبريل: أشار رئيس فرع حزب العدالة والتنمية في إسطنبول، عزيز بابوسكو، بشكل عام إلى أنه يتوقع أن يفقد حزبه الدعم الليبرالي.
- 3 أبريل: بدأ التنقيب للبناء في مسجد كامليكا العملاق المثير للجدل في إسطنبول. وهو طموح سياسة التوقيع من أردوغان - المخطط أن يكون 57,511 متر مربع، مع تقدير أن تنصل سعته الاستيعابية إلى ما يصل 30,000 من المصلين في وقت واحد، ولها مآذن طويلة يصل طولها إلى 1071 متر (وهو ما يمثل سنة النصر التركي في معركة مانزيكيرت). وقد اشتكى سكان إسطنبول منذ فترة طويلة من أن المشروع غير ضروري وسيؤدي إلى تشويه الأفق والبيئة عن طريق قطع الأشجار المعنية. حتى أن العديد من جماعات الضغط والشخصيات الدينية اعترضت على الخطة، مع أحد المفكرين المحافظين دينيًا في أواخر عام 2012، ووصفت هذه الخطط بأنها «نسخة متماثلة رخيصة» من المسجد الأزرق وكتب إلى أردوغان يطالبه بعدم إحراج الأجيال القادمة بمثل هذا العمل القبيح.
- 15 نيسان / أبريل: تلقى عازف البيانو التركي الشهير فاضل ساي حكمًا بالسجن لمدة 10 أشهر مع وقف التنفيذ بسبب «إهانة المعتقدات الدينية التي يسيطر عليها جزء من المجتمع»، مما يختتم قضية مثيرة للجدل بينما يثير رد فعل ناري ورفض في تركيا وخارجها . فازل ساي هو ملحد يناصب أردوغان العداء.
- 1 مايو: استخدمت شرطة مكافحة الشغب مدفع المياه والغاز المسيل للدموع لمنع مسيرة عيد العمال إلى ساحة تقسيم. وعلّلت الحكومة ذلك بأن أعمال التجديد هي سبب إغلاق الساحة.
- 11 مايو: مقتل 12 شخصًا وجرح 140 آخرين في ريحاني بالقرب من الحدود السورية. وادعت الحكومة تورط الحكومة السورية، بينما لام الكثير من السكان المحليين السياسات الحكومية.
- 16 مايو: قام أردوغان بزيارة رسمية للولايات المتحدة لزيارة باراك أوباما لمناقشة الأزمة في سوريا وسط أمور أخرى. وأكد الزعيمان مجددًا التزامهما بإسقاط نظام الأسد، على الرغم من تزايد شعبية هذه السياسة بين المواطنين الأتراك.

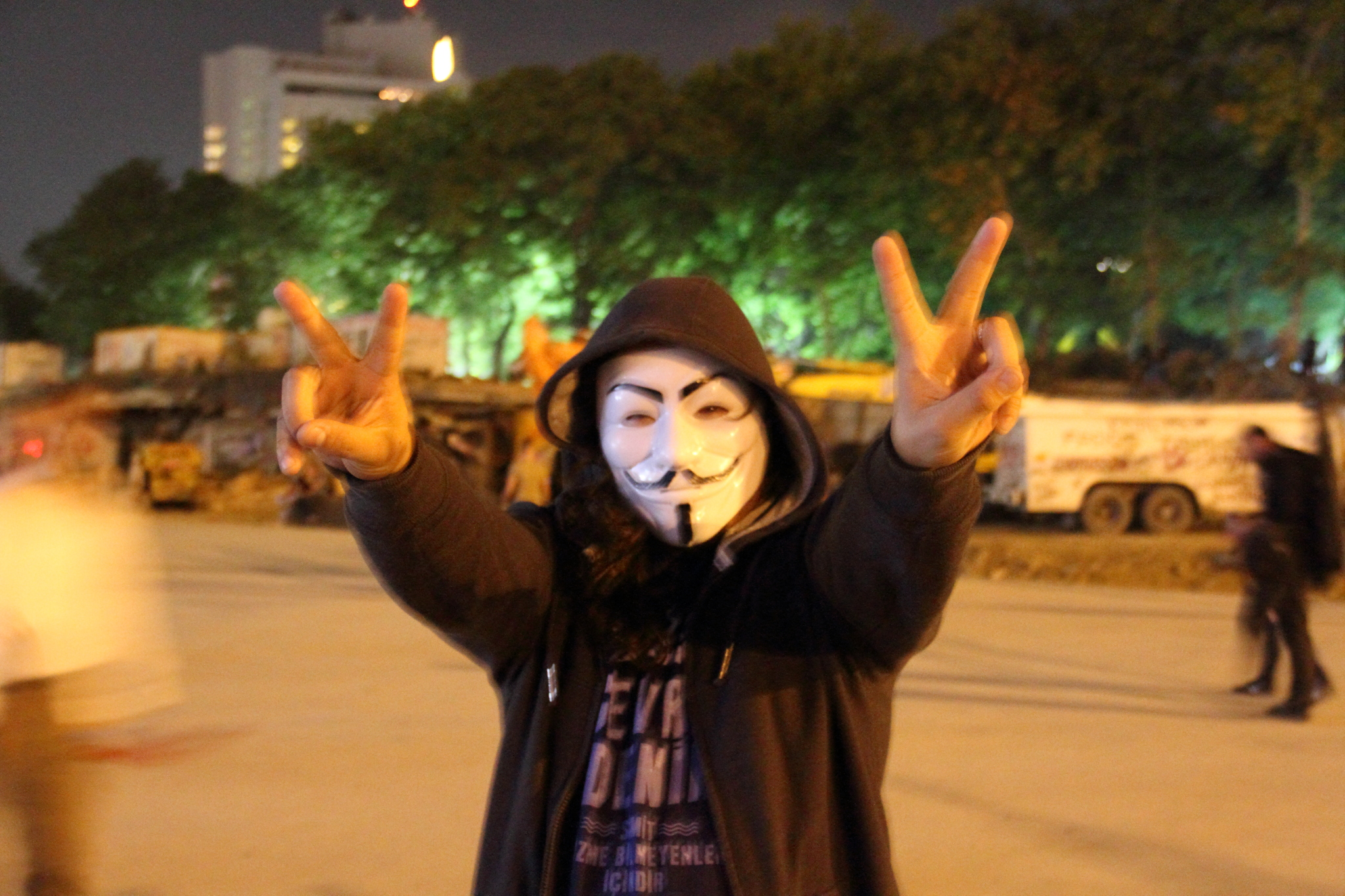
منظاهر يرتدي قناع جاي فوكس

- منظاهر يرتدي قناع جاي فوكس18 مايو: اشتباك المتظاهرين مع الشرطة في ريحانلي.
- 22 مايو: أصدرت مجموعة القراصنة التركية ريدهاك وثائق سرية تخص الدرك التركي. ووفقًا للوثائق، فإن منظمة المخابرات الوطنية (تركيا) والدرك التركي والمديرية العامة للأمن عرفت أن الهجوم سيكون قبل شهر واحد.
- 22 مايو: أثار أحد المسؤولين من حزب العدالة والتنمية الحاكم، محمود ماسيت، جدلا كبيرًا بعد أن دعا إلى «إبادة الملحدين» على حسابه على تويتر.
- وقد حُكِم على الكاتب الأرمني التركي، سيفان نيشانيان، بالسجن لمدة 58 أسبوعا بسبب إهانة مزعومة للنبي الإسلامي محمد في إحدى المدونات، بتهم مماثلة لتلك التي اتهم بها فاضل ساي.
- 24 مايو: صوتت الحكومة على حظر بيع المشروبات الكحولية في المحلات التجارية بين الساعة 22:00 و 06:00، ورعاية الفعاليات من قبل شركات المشروبات وحظر أي استهلاك للكحول ضمن نطاق 100 متر من المساجد. ومُرِوت القوانين بعد أقل من أسبوعين من الإعلان العام دون أي استشارة عامة.
- 25 أيار / مايو: ردًا على تحذير أردوغان ضد الأزواج الذين يعرضون عروضًا رومانسية من المودة في الأماكن العامة، تجمع العشرات من الأزواج في محطة أنقرة لمترو الأنفاق احتجاجًا على التقبيل. وسرعان ما تدخلت الشرطة وحاولت بعنف إنهاء ذلك.

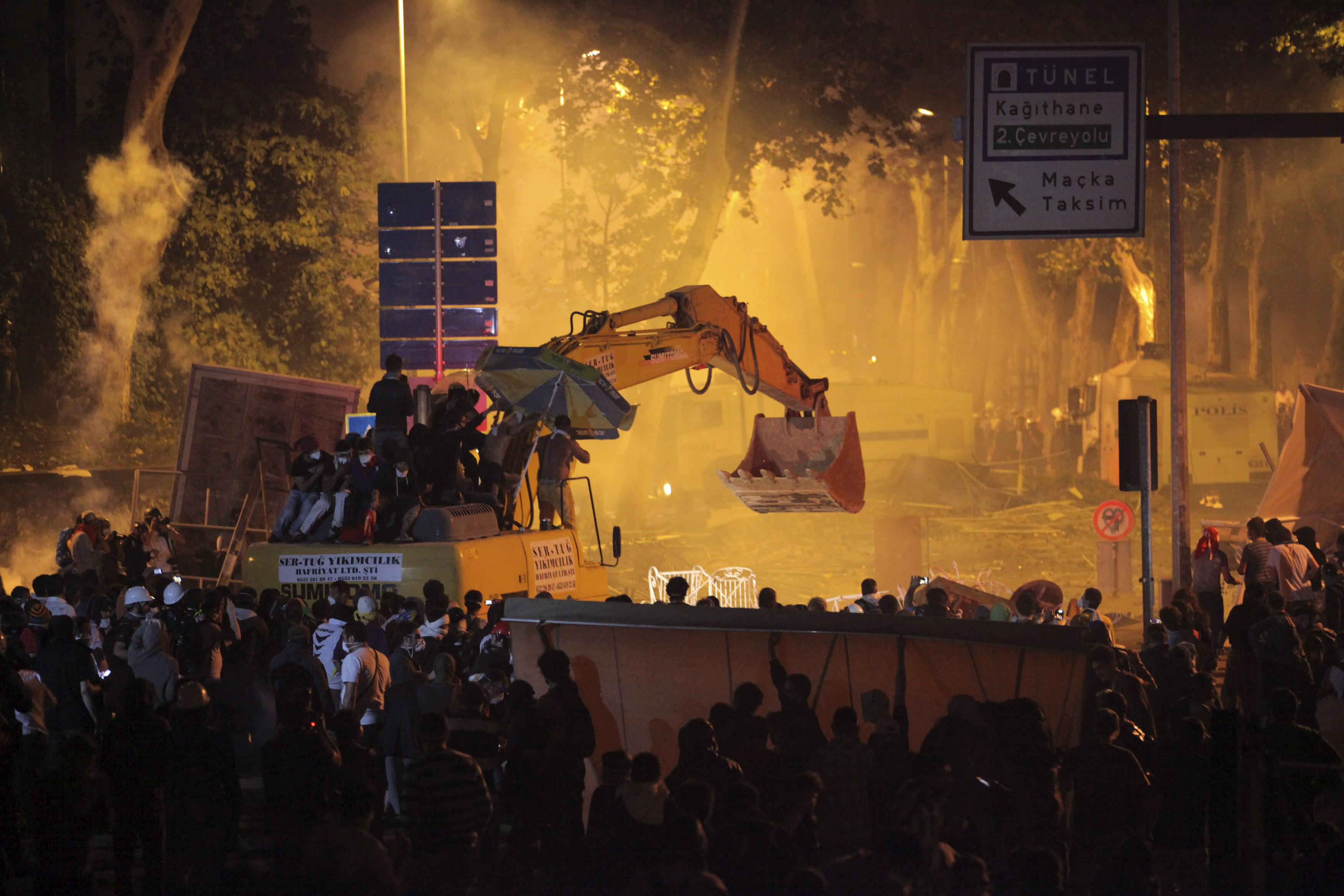
تم اختطاف جرافة في وقت لاحق من قبل المحتجين وواستخدامها ضد سيارات قوات الشرطة

- تم اختطاف جرافة في وقت لاحق من قبل المحتجين وواستخدامها ضد سيارات قوات الشرطة27 أيار / مايو: انتقدت جماعات أليفس (والتي تمثل حوالي 15 إلى 30 في المائة تقريبًا من سكان تركيا) القرار غير المشكوك فيه بتغيير اسم جسر البوسفور الثالث إلى جسر يافوز سلطان سليم، بالنسبة إلى سليم الأول، حيث يعتبر الفليس السلطان مسؤولا عن وفاة عشرات الآلاف من الألفيس خلال معركة تشالديران. كما انتقدت بعض المصادر التركية والأجنبية (على سبيل المثال، تلفزيون نصر الإيراني) ذلك واعتبربته كدليل على سياسة أردوغان للتحالف مع الحكومة الأمريكية ضد بشار الأسد، حيث غزا السلطان سليم الأول أراضي سوريا للإمبراطورية العثمانية بعد معركة مرج دابق.
- 28 أيار / مايو: أثار أردوغان الجدل بشأن القيود المفروضة على الكحول الذي ينص على أنه «بالنظر إلى احترام القانون الذي لا يجرم السكران، لماذا يجب رفض القانون الذي يقوده الدين». من قبل الكثيرين، ويعتبر هذا إشارة إلى أتاتورك وإينونو، مؤسسي الجمهورية التركية.
- 29 مايو: في مناقشة برلمانية، عارضت الحكومة التمديد المقترح لحقوق المثليات والمثليين ومزدوجي الميل الجنسي ومغايري الهوية الجنسانية في تركيا.

## حديقة غيزي

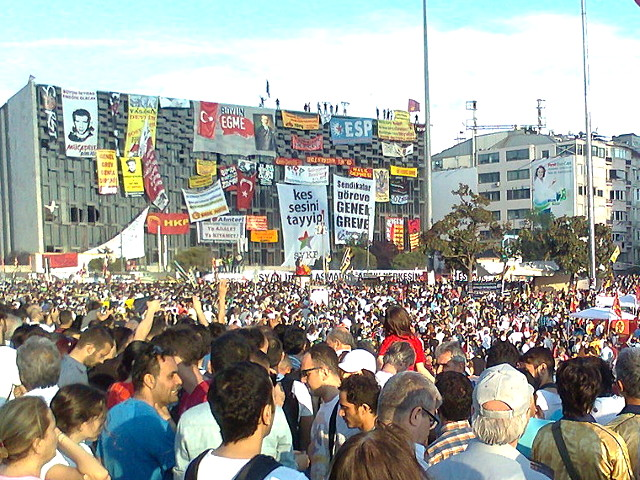
الجانب الأمامي من الحديقة،بالقرب من مركز أتاتورك الثقافي

كان السبب الأولي للاحتجاجات هو وضع الحكومة لخطة لإزالة حديقة غيزي، واحدة من المساحات الخضراء المتبقية القليلة في وسط الجانب الأوروبي من إسطنبول. وشملت الخطة مشاة ساحة تقسيم وإعادة بناء ثكنة تقسيم العسكرية العثمانية، التي تم هدمها في عام 1940. وتشمل مشاريع التنمية في تركيا «مجالس المحافظة الثقافية» التي يفترض أن تكون مستقلة عن الحكومة، وفي يناير رفض هذا المجلس المشروع على أنه لا يخدم المصلحة العامة. لكن المجلس الأعلى رفض هذا في 1 مايو، وقال قال الناشطون أن المجلس تأثر بقرار الحكومة. وكان من المتوقع أن يضم الطابق الأرضي من الثكنات التي أُعيد بناؤها كمركز للتسوق، والشقق الفاخرة في الطوابق العليا، على الرغم من أنه استجابة للاحتجاجات تم تقليل احتمال وجود مركز للتسوق، وإمكانية إنشاء متحف. المقاول الرئيسي للمشروع هي مجموعة كاليون، التي وصفتها هيئة الإذاعة البريطانية في عام 2013 بأنها «شركة لها علاقات وثيقة مع حزب العدالة والتنمية الحاكم».
بدأت احتجاجات حديقة غيزي في أبريل، بعد أن بدأت بتقديم التماس في ديسمبر 2012. وجددت الاحتجاجات في 27 أيار / مايو، وبلغت ذروتها في إنشاء معسكر يحتل الحديقة. أثارت الغارة على هذا المخيم في 29 مايو الغضب والاحتجاجات الأوسع. على الرغم من أن تركيا لديها تاريخ من وحشية الشرطة، كان الهجوم على الاعتصام السلمي مختلف بما فيه الكفاية لتحفيز الغضب على نطاق أوسع من تلك الحوادث السابقة، وتطورت إلى أكبر الاحتجاجات في تركيا منذ عقود.

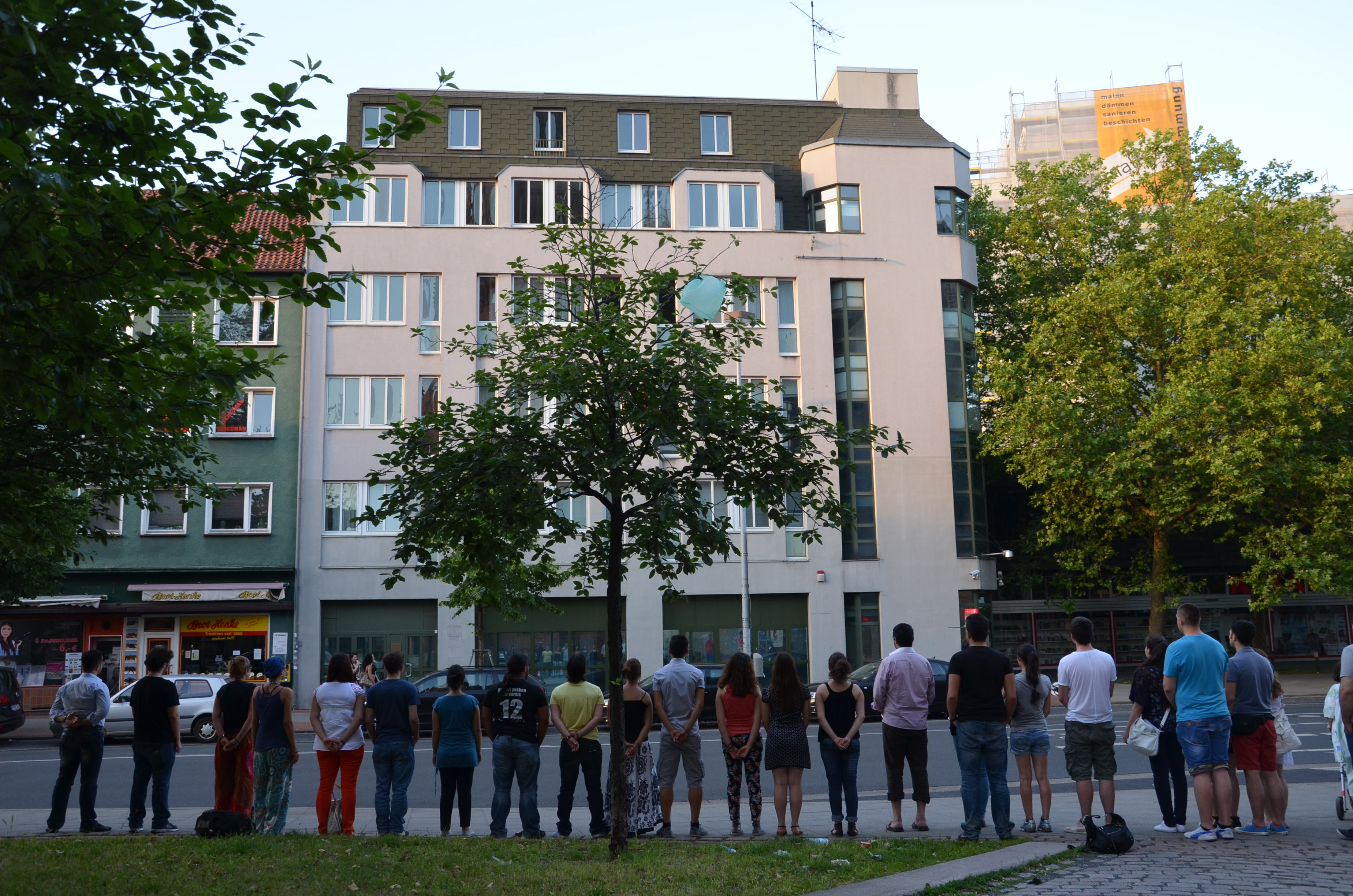
احتجاجات الرجل الواقف

كما أن العدد الكبير من الأشجار التي قُطعت في غابات شمال إسطنبول لبناء (جسر البوسفور الثالث) ومطار رجب طيب أردوغان الدولي الجديد أكبر مطار في العالم، (بسعة 150 مليون راكب في السنة) كانت أيضًا مؤثرة في الحساسية العامة لحماية حديقة غيزي. ووفقًا لبيانات الحكومة التركية الرسمية، تم قطع ما مجموعه 2,330,012 شجرة لتشييد مطار أردوغان ووصلاته البرية؛ وقد تم قطع ما مجموعه 381,096 شجرة لبناء الطرق السريعة لجسر يافوز سلطان سليم، حيث بلغ مجموع الأشجار 2,711,108 شجرة تتطلب قطعها لإنجازالمشروعين.

## المتظاهرون

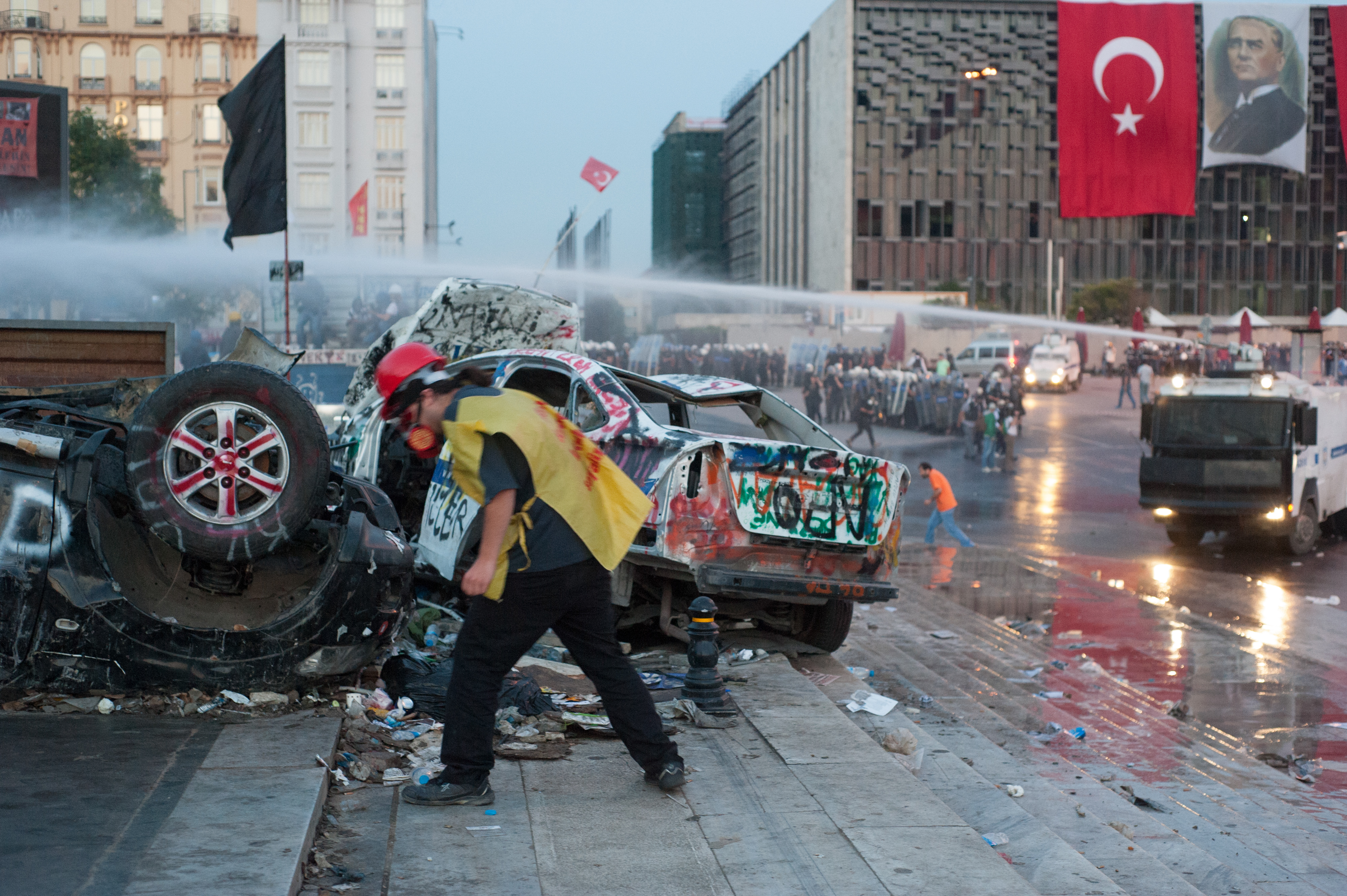
شرطة مكافحة الشغب تطهر حديقة جيزي في 15 يونيو

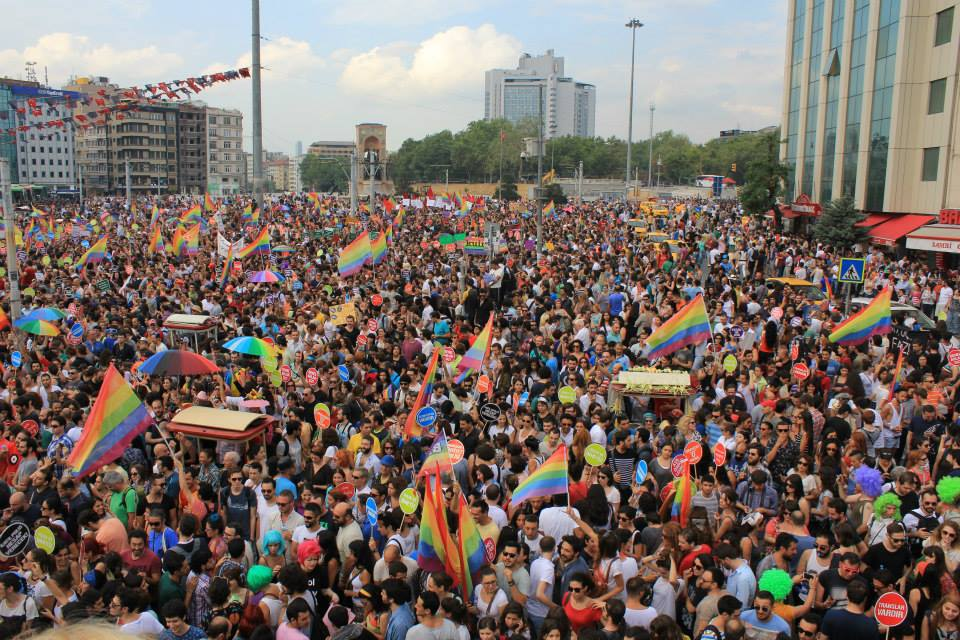
فخر اسطنبول عام 2013 في ساحة تقسيم

أُفيد بأن وزارة الداخلية التركية قدرت العدد الإجمالي للمتظاهرين الذين شاركوا في الحملة بحوالي 2.5 مليون على الأقل خلال الأسابيع الثلاثة الأولى من بداية الأحداث. وانتشر وسم#OccupyGezi في وسائل التواصل الاجتماعية. [218] وفي 3 حزيران / يونيه، أعلنت النقابات عن إضرابات يومي 4 و 5 حزيران / يونيه. كتب بعض المؤيدين الأمريكيين للاحتجاجات صفحة كاملة في صحيفة نيويورك تايمز يوم 7 يونيو وشاركوا في إنشاء وتمويل الحشد في غضون أيام من قبل الآلاف من الناس على شبكة الإنترنت. ووجه الإعلان وصحيفة «نيويورك تايمز» انتقادات لرئيس الوزراء التركي، مما استدعى الرد على الصحيفة.
لوحظ أن حشود المتظاهرين متباينة وواسعة النطاق، تضم كلًا من اليمين واليسار. ووصف الأطلسي المشاركين بأنهم من «الشباب والكبار، العلمانيين والدينيين، وكبار رجال كرة القدم، والمكفوفين والفوضويين والشيوعيين والقوميين والأكراد والمثليين والنسويين والطلاب». وقال دير شبيجل إن الاحتجاجات تضم كمية كبيرة «من الطلاب والمثقفين، والأسر التي لديها أطفال، والنساء المحجبات، ورجال الدعوة، ومحبو موسيقى الجاز في أحذية رياضية، والصيادلة، وأصحاب بيت الشاي - كلها تأخذ إلى الشوارع لتسجيل استيائهم». كان هناك غياب ملحوظ لقيادة الحزب السياسي: «لم تكن هناك أعلام حزبية ولا شعارات حزبية ولا يوجد موظفون بارزون في الحزب، وقد ظهر الكماليون والشيوعيون جنبًا إلى جنب مع الليبراليين والعلمانيين». وأبلغت الأحزاب الأعضاء بعدم المشاركة، وترك أولئك الذين انضموا إلى القيام بذلك كأفراد. لاحظ الجارديان أن «أعلام الحركة البيئية، لافتات قوس قزح، أعلام أتاتورك، وتشي جيفارا، من مختلف النقابات العمالية، كلها تزين حديقة غيزي». كما شوهد علم حزب العمال الكردستاني وقائده عبد الله أوجلان. وأشار هريت إلى أنه حتى أندية كرة القدم المؤيدة للفرق الثلاثة الرئيسية (وليس أقلها بشيكتاش 'Çarşı)، وعادة ما تكون معادية إلى حد كبير تجاه بعضها البعض، وافقت على الانضمام إلى الاحتجاجات معًا؛ اقترح مراسل الرياضة التركي أن مشاركة المُشجعيم في محاربة الشرطة لعبت دورًا هامًا. وأظهر تقرير مصور من شبكة RT بعض الكتابة على الجدران في ساحة تقسيم والتي تدعم النزعة الدولية. وأشار الإيكونوميست إلى أن هناك عدد كبير من النساء يضاهي عدد الرجال، وقال إن «مشاهد الشباب وهم يساعدون السيدات المحجبات المنكوبات بالغاز المسيل للدموع تمثل قوالب نمطية مثيرة للجدل حول قضية العلمانية مقابل الإسلام». وبغض النظر عن الانقسامات السياسية، دعم المتظاهرين بعضهم البعض ضد الشرطة.
ووفقًا لخطاب أردوغان في 4 حزيران / يونيه من المغرب، فإن المتظاهرين معظمهم من اللصوص والخاسرين السياسيين والجماعات المتطرفة. وذهب إلى القول أنهم يسيرون جنبًا إلى جنب مع «الإرهابيين» و «المتطرفين». وأشار إلى أن هذه الاحتجاجات نظمها حزب الشعب الجمهوري (على الرغم من أن حزب الشعب الجمهوري قد دعم في البداية بناء حديقة غيزي). بينكا اقترح المحللين في تركيا أن المظاهرات نشأت من عمليات مندرجة من القاعدة إلى القمة، لكنها افتقرت إلى القيادة.

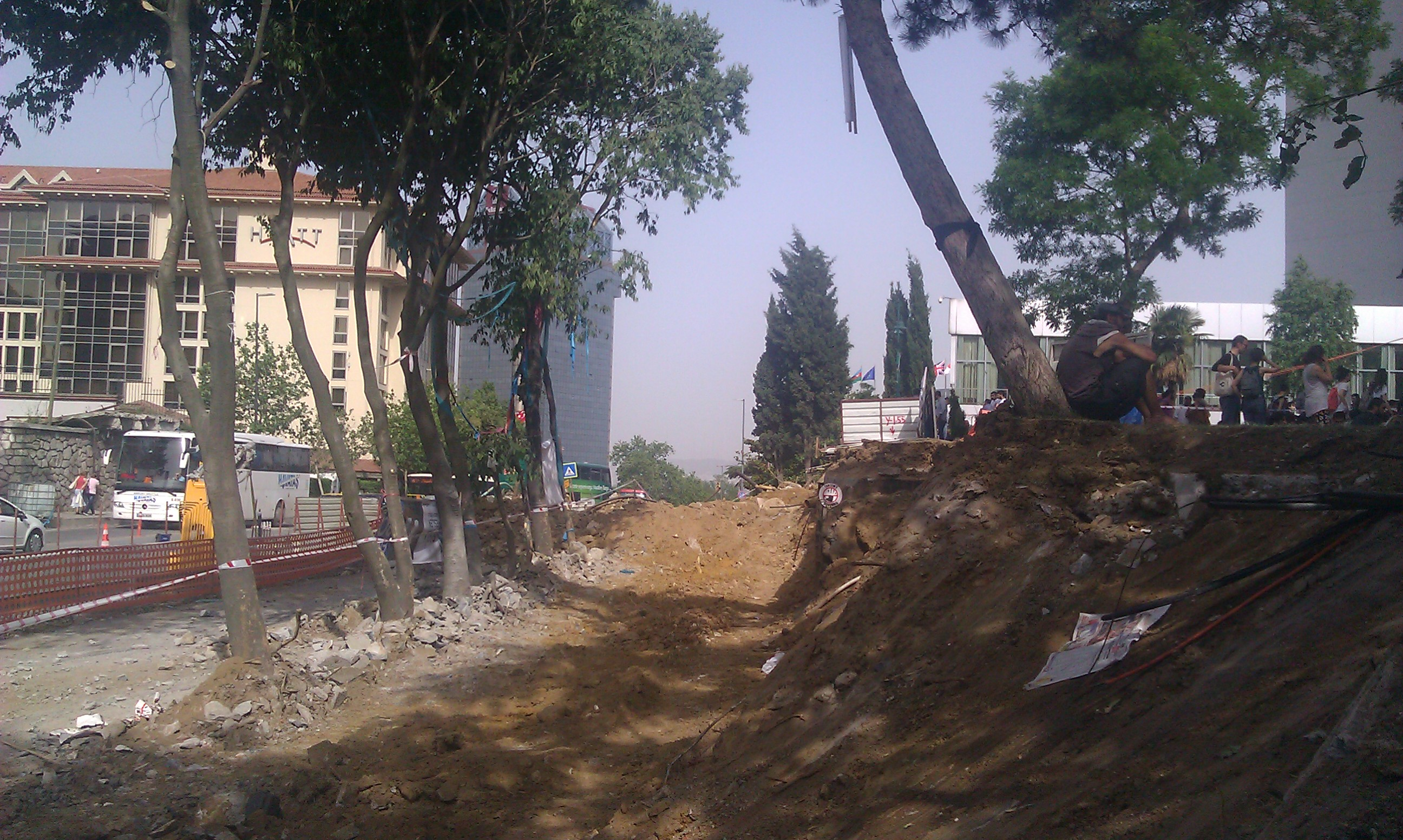
الجانب الشمالي لحديقة غيزي

وحاول استطلاع أجرته جامعة بيلجي على المتظاهرين المشاركين في الأحداث معرفة الأسباب التي دفعتهم للانضمام إلى الاحتجاجات. وكان أكثر ما ورد ذكره هو «الموقف الاستبدادي» الذي اتخذه رئيس الوزراء (92٪)، واستخدام الشرطة «الاستخدام غير المتناسب للقوة» (91٪)، و «انتهاك الحقوق الديمقراطية» (91٪)، و «صمت وسائل الإعلام» (84 ٪).وكان نصف المتظاهرين أقل من 30 عامًا، و 70٪ لم يكن لديهم انتماء سياسي؛ وجد استطلاع آخر أن 79٪ ليس لديهم انتماء إلى أي منظمة.

### المطالب
في 4 يونيو، أصدرت مجموعة تضامن مرتبطة بحركة منتزه غيزي،(«تضامن تقسيم») عدة مطالب:
- الحفاظ على حديقة غيزي؛
- ووضع حد لعنف الشرطة، والحق في حرية التجمع ومحاكمة المسؤولين عن العنف ضد المتظاهرين؛
- وضع حد لبيع «الأماكن العامة والشواطئ والمياه والغابات والجداول والمتنزهات والرموز الحضرية للشركات الخاصة والحيازات الكبيرة والمستثمرين»؛
- حق الناس في التعبير عن «احتياجاتهم وشكاويهم دون التعرض للخوف أو الاعتقال أو التعذيب».
- وسائل الإعلام «التي تتمثل واجبها المهني في حماية الصالح العام وترحيل المعلومات الصحيحة ... للعمل بطريقة أخلاقية ومهنية». على السلطات الحاكمة أن تدرك أن رد فعل المواطنين هو أيضًا نتيجةً لبناء المطار الثالث في إسطنبول، والجسر الثالث فوق البوسفور، وبناء مزرعة أتاتورك للغابات، ومحطات الطاقة الكهرومائية.[73]
- التقى نائب رئيس الوزراء بولنت أرنك مع المجموعة في 5 يونيو ولكن رفض في وقت لاحق هذه المطالب.[74]

## أنواع الاحتجاجات
مع تخلي الشرطة عن محاولات لإخلاء منتزه غيزي بارك في 1 يونيو، بدأت المنطقة تأخذ بعض الخصائص المرتبطة بحركة أوكيوبي. زاد عدد الخيام إلى درجة وضع خريطة مرسومة باليد عند المدخل. تم منع وصول الطرق المؤدية إلى الحديقة وساحة تقسيم من قبل المتظاهرين ضد الشرطة مع وضع المتاريس المُنشأة من رصف الحجارة والحديد المموج.
وبحلول مساء يوم 4 يونيو، احتج مرة أخرى عشرات الآلاف في ساحة تقسيم. وأفادت قناة الجزيرة أن «هناك العديد من الأسر التي يسارك أطفالها بالمظاهرات مما أضفى الشعور بالمهرجان والبهجة». كما كانت هناك دلائل على وجود بنية تحتية متطورة لتذكير بعض المراقبين في أوكوبي وول ستريت، مع «مطبخ يعمل بكامل طاقته وعيادة الإسعافات الأولية ... منحوتة من موقف امتياز مهجور في الجزء الخلفي من الحديقة»، مع استكمال روتاس وجمع التبرعات لنفقات سفر الناس. جلب المتظاهرون الطعام للتبرع، ونظم العشرات من المتطوعين أنفسهم في أربع نوبات.
كما تم إنشاء «مكتبة» مؤقتة للمتظاهرين (وصل عددها إلى 5000 كتاب تقريبًا ) وأحيى شيبنم فيرا حفلا. تم إنشاء «شاشة مؤقتة في الهواء الطلق لعرض الأفلام»، جنبًا إلى جنب مع مع الميكروفونات ومكبرات الصوت، ومولدات الكهربات. تم تسمية «الشارع» الذي يربط ساحة السلام مع ملعب للأطفال على اسم هرانت دينك، الصحفي الذي قُتل في عام 2007. اختلط بائعو البطيخ مع بائعي نظارات السباحة والأقنعة الجراحية (للحماية من الغاز المسيل للدموع). وتجمعت الحشود في المساء عندما انضم عمال المكاتب.
وفي 5 حزيران / يونيو كانت العطلة الدينية ليلة المعراج، وزع المتظاهرون «قنديل سيميدي» (معجنات خاصة بالعطلة)، وأعلنوا مؤقتًا أن الحديقة منطقة خالية من الكحول. وشمل الاحتفال قراءة القرآن.

### الرموز والفكاهة

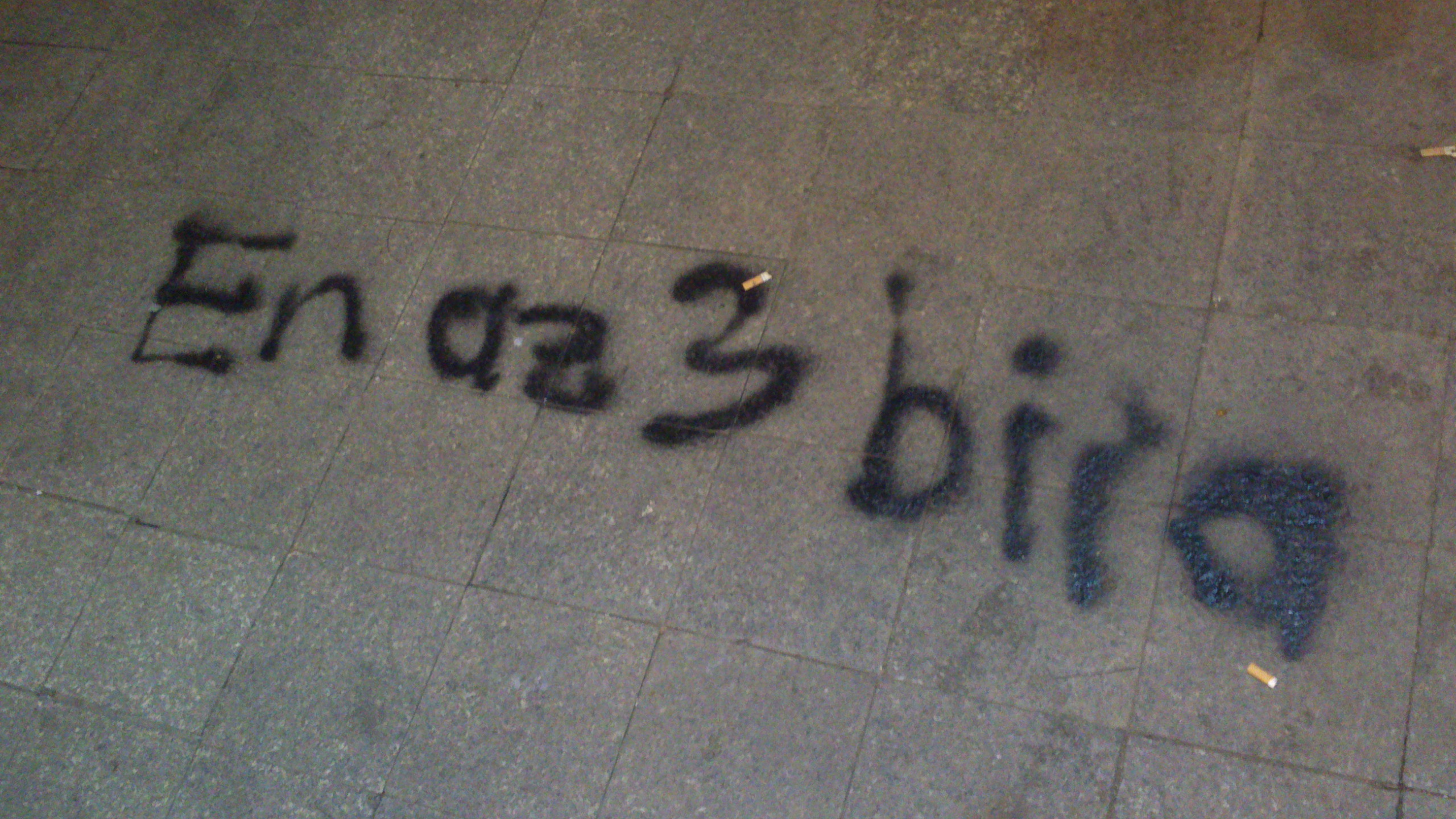
كتابة على الجدران تظهر عبارة "ما لا يقل عن 3 البيرة"، الذي محاكاة ساخرة لتنظيم الحكومة لبيع الكحول بين 22:00 حتي 06:00 ونصائح أردوغان من 3 أطفال.

شملت أيقونات ورموز الاحتجاجات في غيزي: غيتار هيرو، والامرأة ذات الثوب الأحمر، والرجل الواقف، والأواني والمقالي والأوركسترا، والامرأة في الثوب الأسود، والطبال، ورجل الرقص، وعمة فيلدان ، والرجل الذي لا يوجد لديه إعاقة. أصبحت إحدى الصور التي التقطها مصور رويترز عثمان أورسال لامرأة في ثوب أحمر يُرش عليها الفلفل واحدة من الصور الشهيرة للاحتجاجات: «في فستانها الصيفي القطني الأحمر، وقلادة حقيبة بيضاء معلقة على كتفها أنها قد تكون عائمة عبر الحديقة في حفلة بالحديقة، ولكن قبل أن يطلق شرطي ملثم الغاز المسيل للدموع ورذاذ الفلفل على شعرها الطويل». وقد أُصيب عرسال نفسه في وقت لاحق بقنبلة غاز مسيل للدموع.
وفي يونيو / حزيران 2015، حكم على ضابط الشرطة الذي رش غاز الفلفل في مواجهة «المرأة ذات الثوب الأحمر» بالسجن لمدة 20 شهرًا، وزرع 600 شجرة من قبل المحكمة الجنائية في إسطنبول.
كما تم استخدام أقنعة جاي فوكس على نطاق واسع، على سبيل المثال من خلال ضرب طاقم الطائرة الجوية التركية الذي يؤدي محاكاة ساخرة لإعلانات سلامة الطيران في إشارة إلى الاحتجاجات.
كما استخدم المتظاهرون بشكل كبير الفكاهة، سواءًا في الكتابة على الجدران وعلى الإنترنت، في ما وصفته هيئة الإذاعة البريطانية «بانفجار التعبير ... في شكل سخرية واستهزاء صريح من الزعيم الشعبي في شوارع إسطنبول ووسائل الإعلام الاجتماعية.» أعطت مثالا محاكاة ساخرة لموقع المزاد التركي sahibinden.com باسم "tayyibinden.com"، قائمة حديقة جيزي للبيع. ومن الأمثلة على تلك شعارات «كفى! لقد استدعيت الشرطة»، فضلا عن مراجع ثقافة البوب: «الشتاء قادم» (إشارة إلى مسلسل لعبة العروش) و «أنت تعبث مع الجيل الذي يضرب رجال الشرطة في GTA». (إشارة إلى سرقة السيارات الكبرى).
وكان المتظاهرون قد سخروا سابقًا من توصية أردوغان بتحديد عدد الأطفال إلى 3 وسياسة تقييد الكحول بشعار «3 بيرة على الأقل» على الرغم من أن هذا انتقاد دُشِّن على وسائل الاعلام الاجتماعية لتوصية أردوغان بأن يكون هناك 3 أطفال لكل أسرة من وجهة نظره الشخصية وليس سياسة الحكومة . كما تم اعتماد طيور البطريق كرمز، مشيرًا إلى أن سي إن إن التركية أخرجت تسجيلًا وثائقيًا للبطريق في حين قدمت شبكة سي إن إن الدولية تغطية حية للاحتجاجات. ومن الأمثلة على ذلك طباعة عبارة«نحن جميعًا طيور البطريق» على الأقمصة.
وردًا على وصف أردوغان للمتظاهرين على أنهم (حفنة من اللصوص "üççapulcu"، «أي عدد قليل من الأشخاص: ثلاثة إلى خمسة»)، اعتبر المتظاهرون الاسم كرمز للفخر، ووصفوا أعمال العصيان المدني السلمي والروح الدعائي بأنها ذات طابع تحدي. كما غيرت أغلبية مستخدمي وسائل الإعلام الاجتماعية المشاركين في الاحتجاجات أسماءهم على شاشة تويتر بعد أن أطلق أردوغان عليهم اللصوص، مضيفا çapulcu وكأنه لقب فخر.

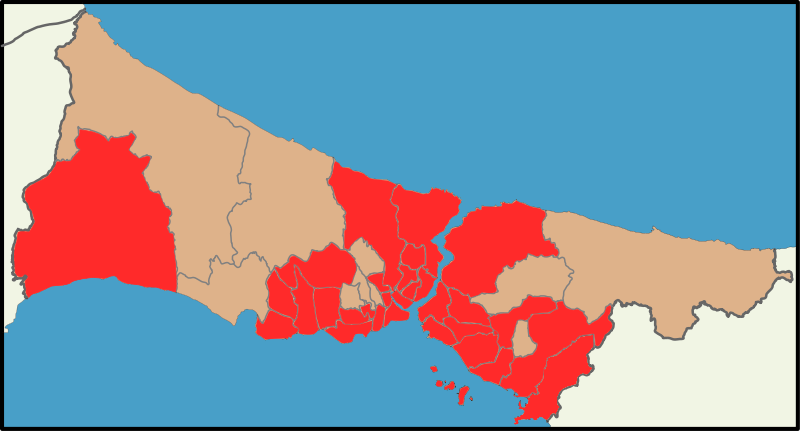
خريطة المنتديات العامة "من قبل المناطق في اسطنبول، خلال احتجاجات 2013 في تركيا.

المنتزهات العامة والمنتديات العامة الأخرى أُقيمت مخيمات في حدائق أخرى لدعم احتجاجات غيزي، بما في ذلك حديقة كوغولو في أنقرة وفي ساحة غوندوغدو في إزمير. بعد إزالة العنف من حديقة غيزي في 15-16 حزيران / يونيو من قبل شرطة مكافحة الشغب والدرك التركي، أعلنت مجموعة مؤيدة بشيكتاش ج.ارشي، حديقة العباساجا في منطقة بشيكتاش باعتبارها حديقة جيزي الثانية ودعت الناس إلى الاعتصام بها في 17 يونيو. بعد هذه الدعوة، بدأ الآلاف في التجمع في أباساغا بارك، وعُقدت المنتديات العامة لمناقشة والتصويت على الوضع من المقاومة والإجراءات التي يتعين اتخاذها. بعد وقت قصير من ذلك، انتشرت المنتديات واللقاءات الديمقراطية في العديد من المتنزهات في إسطنبول ومن ثم إلى المدن الأخرى مثل أنقرة وإزمير ومرسين وغيرها.

### التخرج
وبما أن الاحتجاجات وقعت في الغالب في بداية الصيف، في الوقت الذي تخرج فيه جميع المدارس طلابها، فإن الاحتجاجات والفكاهة قد ضربت مئات من الجامعات والمدارس الثانوية أيضًا.

### الملاعب
كما دعمت الكثير من جمعيات المعجبين من مختلف أنحاء تركيا، وشاركت في الاحتجاجات بنشاط على الأرض، ودعمت أيضًا المقاومة ضد حكومة حزب العدالة والتنمية وسياساتها المختلفة، في الملاعب مع هتافاتهم وملابسهم وشعاراتهم وراياتهم وملصقاتهم، وأصبحت أماكن عملية للاحتجاجات غيزي حيث يمكن للجماهير أن تفعل حتى أكثر من التعبير السياسي من قبل، ومعظمهم معارض للحكومة وأيديولوجياتها. ومع استمرار ذلك خلال المباريات الودية والعالمية في غير موسمها، اتخذت الحكومة الكثير من الاحتياطات مع قانون تنظيم الملاعب التي مررتها الجمعية مع أصوات حزب العدالة والتنمية، وحظرت جلب السياسة إلى الملاعب، ولكن بعد فترة وجيزة من بدء البطولات الرياضية التركية، حيث استمر معظم المشجعين في احتجاجاتهم، وهذه المرة حتى أكثر تنظيمًا وبصوتٍ عال، وفرض العقوبات على المشجعين والنوادي المعارضة، ولكن كان هناك الكثير من الانتقادات سواء من الخبراء الأتراك والأجانب حول القانون الذي يحظر جلب «المعارضة» في الملاعب، وليس «السياسة»، كما رفعت بعض جماعات المشجعين لافتات تدعم علنًا حزب العدالة والتنمية في تركيا ودعم الرئبس محمد مرسي في مصر.

### المظاهرات والإضرابات

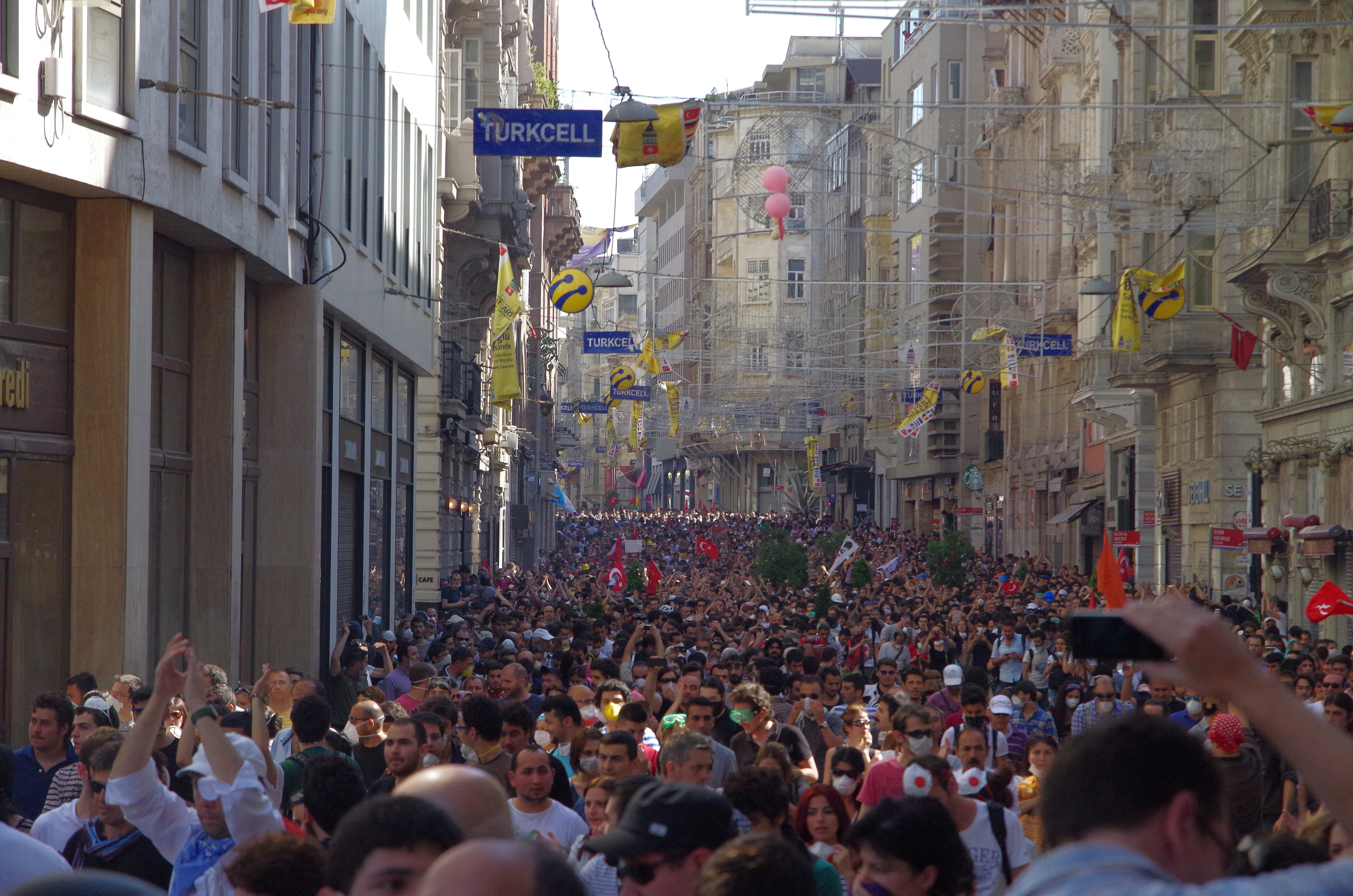
المتظاهرون في شارع الاستقلال في بيوغلو، اسطنبول.

نُظِمت العديد من المظاهرات في العديد من المدن في تركيا. ووفقًا لمؤسسة حقوق الإنسان في تركيا، شارك حوالي 640,000 شخص في المظاهرات في 5 يونيو / حزيران. وحدثت احتجاجات في 78 من أصل 81 محافظة في تركيا. وكانت أكبر الاحتجاجات في إسطنبول، مع تقارير عن أكثر من 100,000 متظاهر. تركزت الاحتجاجات في الأحياء المركزية في بيوغلو (حول ساحة تقسيم وشارع الاستقلال)، وفي بشيكتاش (من دولمباهس إلى أورتاكوي) وأوسكودار (من مالتيب إلى كاديكوي، بيلربي إلى تشنغلكوي). وفي مدينة زيتينبرنو التي كانت تعتبر تقليديًا حيًا محافظًا من الطبقة العاملة غرب المدينة القديمة، سار عشرات الآلاف من المحتجين. من بين الضواحي التي شهدت المظاهرات بيليك دوزو وكوكوككميس على الجانب الغربي الغربي من المدينة، بينديك وكارتال في أقصى الشرق وأومرانيي، وبيكوز وإيسنلر إلى الشمال. كان غازي (والذي لا ينبغي الخلط بينه وبين حديقة غيزي)، حي صغير في إسطنبول وجزء من منطقة سولتانغازي، واحدًا من النقاط الرئيسية في الاحتجاجات المضادة. وكانت أكبر الاحتجاجات خارج إسطنبول في هاتاي ثم في أنقرة وإزمير. ومن بين المدن الأخرى في تركيا التي تركزت فيها الاحتجاجات (بين 31 مايو - 25 يونيو):
- إسطنبول[110][111]
- هاتاي[112]
- أنقرة[113]
- إزمير[114]
- بورصة [115]
- تكيرداغ[116]
- إسكي شهر[117]
- مرسين[118]
- عنتاب[119]
- دنيزلي[120]
- أضنة[121]
- موغلا[122]
- أنطاليا[123]
- جوروم[124]

كما شملت بعض المدن خارج تركيًا عددًا من الاحتجاجات مثل:
- سان فرانسيسكو[125]
- شيكاغو[126]
- نيويورك[127]
- واشنطن العاصمة[128]
- صوفيا[129]
- أمستردام[130]
- إقليم بروكسل العاصمة[131]
- ميلانو[132]
- زيورخ[133]
- برلين[134]
- شتوتغارت[135]
- باريس[136]
- لندن[137]
- أوتاوا[138]
- أثينا[139]

الإعلانات والالتماسات في غضون 24 ساعة في 3 يونيو، تجاوزت صحيفة نيويورك تايمز بقيادة مراد أكتيهانوغلو هدفها للتمويل الجماعي البالغ 54,000 $ على إنديغوغو. وقد عرض الإعلان مطالب «بوقف وحشية الشرطة» واستخدام «وسائط إعلام حرة وغير منحازة»؛ وبدء «حوار مفتوح، بدلًا من حكم استبدادي» أثارت مسودة مبكرة نقاشًا بين متظاهرين غيزي لإشارته إلى أتاتورك، والتي لم تكن قيمة مشتركة للمتظاهرين. تضمنت عملية التحرير الإعلان النهائي آلاف الأشخاص، ونشر الإعلان في 7 حزيران (يونيو). وعلى الرغم من تمويله من قبل 2,654 ممول عبر الإنترنت، ألقى أردوغان وإدارته اللوم على «مصلحة لوبي للسندات» المحلية والأجنبية وصحيفة نيويورك تايمز للإعلان. وطالبت عريضة أفاز بالمثل بإنهاء العنف ضد المتظاهرين، والحفاظ على حديقة غيزي، و «المناطق الخضراء المتبقية في إسطنبول».
في 24 يوليو نشرت صحيفة التايمز رسالة مفتوحة من صفحة كاملة، صاغها وقادها فؤاد كافور، موجهة إلى رئيس الوزراء التركي رجب طيب أردوغان، الذي أدان حملة السلطات التركية الثقيلة على احتجاجات حديقة غيزي. ووقّع على الرسالة فنانون وعلماء مشهورون دوليًا مثل شون بن وسوزان ساراندون وبن كينغسلي وديفيد لينش وأندرو مانغو. اتهم رئيس الوزراء رجب طيب أردوغان صحيفة «تايمز» بتأجير صفحاتها مقابل المال، وهدد بمقاضاة الصحيفة.

### رجل الاحتجاج الواقف

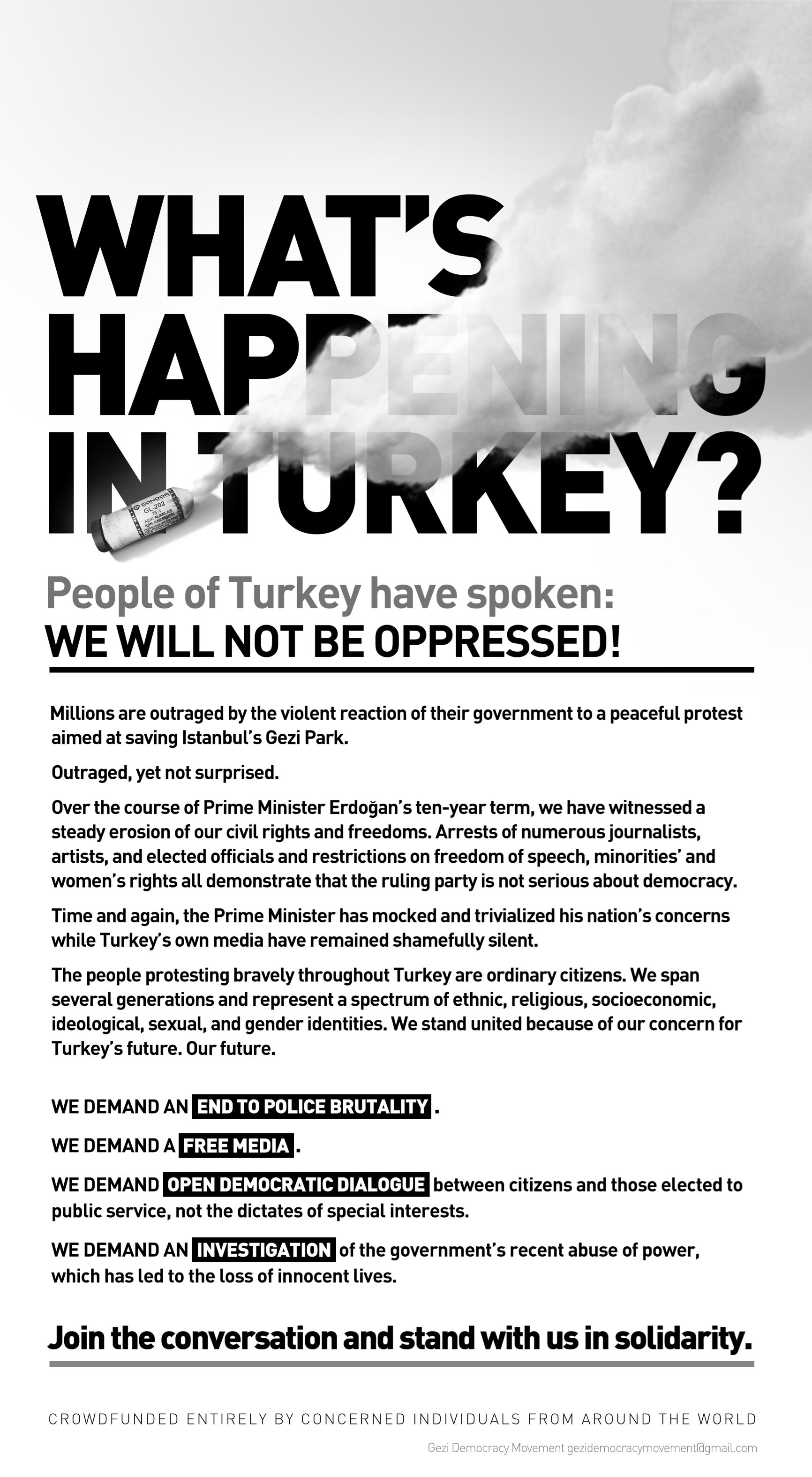
The ad published in The New York Times by protesters.

Standing man

بعد تنظيف مخيم غيزي بارك في 15 حزيران / يونيه، ظهر نوع جديد من الاحتجاجات أطلق عليه اسم «الرجل الواقف» أو «المرأة الواقفة». بدأ المتظاهر الوحيد، إرديم غوندوز، في 17 يونيو 2013 من خلال الوقوف في ساحة تقسيم لساعات، يحدق في الأعلام التركية في مركز أتاتورك الثقافي. وقد وزعت شبكة الإنترنت صورًا لهذا الاحتجاج على نطاق واسع؛ قام أشخاص آخرون بتقليد أسلوب الاحتجاج وتناول الفنانون الموضوع. تسبب ذلك في نوعٍ آخر من الاحتجاجات وألهم موقف الرجل الواقف الأول الآخرين للقيام بذلك. أعلنت مؤسسة حقوق الإنسان في 2 مايو / أيار عن حصولها على جائزة فاكلاف هافيل لعام 2014 للمعارضة الإبداعية. الفائزون في عام 2014 هم فنانو الأداء التركي إرديم غوندوز - الرجل الواقف - جنبًا إلى جنب مع مجموعة احتجاج فاسق الروسية بوس ريوت.

### المقاطعة
ظهر شكل آخر من أشكال الاحتجاج تحت اسم «مقاطعة المؤسسات»، كمقاطعة للشركات التي فشلت في فتح أبوابها للمتظاهرين الذين التمسوا اللجوء من الغاز المسيل للدموع ومدفع المياه، وشركات مثل Doğuş القابضة التي التي لم توفر تغطية كافية للاحتجاجات. تم استخدام الهاشتاج #boykotediyoruz.

### العنف والتخريب
كانت الاحتجاجات سلمية بالتأكيد في الأيام الأولى وكانت عمومًا بشكل عام ولكن في بعض المناسبات، كانت هناك اتهامات بالعنف والتخريب مع استمرار الاحتجاجات. ووفقًا للصحافي غولاي غوكتورك، «أضر المتظاهرون في حديقة غيزي ب 103 من طرادات الشرطة و 207 سيارة و 15 سيارة إسعاف و 280 مبنى وحافلة في المظاهرات في جميع أنحاء البلاد». على الرغم من عدم وجود مصادر أخرى تؤكد هذه الأرقام.

## الردود

### رد الحكومة
في 29 مايو / أيار، وبعد الاحتجاجات الأولية، ألقى أردوغان كلمة في حفل افتتاح جسر السلطان سليم في يافوز، مؤكدًا التزامه بخطة إعادة التطوير قائلًا: «مهما فعلنا، فإننا اتخذنا قرارنا وسننفذه». في 31 مايو / أيار ذكر رئيس بلدية إسطنبول قادر توباس أن الحملة البيئية قد تم التلاعب بها من قبل «أجندات سياسية».
وفي 1 يونيو / حزيران، ألقى أردوغان خطابًا متلفزًا يدين المتظاهرين وتعهد بأنه "حيث يجتمع 20 شخصًا، سوف أستيقظ وأجمع 200 ألف شخص، حيث يجمعون 100000، سوف أجمع مليون شخص من حزبي". وفي حزيران / يونيو وصف المتظاهرين بأنهم ("حفنة من اللصوص") apapulcular بالتركية".
وفي 1 يونيو / حزيران انتقد نائب رئيس الوزراء بولنت أرنك استخدام الغاز المسيل للدموع ضد المتظاهرين وقال "كان من المفيد جدًا محاولة إقناع الناس الذين قالوا إنهم لا يريدون مركز تسوق بدلًا من رشهم بالغاز المسيل للدموع . وفي 4 يونيو / حزيران، قالت تغريدة رسمية تلخص تعليقات أرنك الجديدة: "نحن نراقب المظاهرات غير العنيفة باحترام". ثم اعتذر أرنك لاحقًا عن استخدام "القوة المفرطة". وفي 2 حزيران / يونيه، أفيد بأن الرئيس التركي عبد الله غول اتصل بقادة كبار آخرين يحثون على "الاعتدال". بعد المكالمة، أمر وزير الداخلية معمر غولر الشرطة بالانسحاب من تقسيم، مما يسمح للمتظاهرين بإعادة احتلال الميدان. وفي 3 يونيو، دافع غول عن حق الاحتجاج، قائلًا إن "الديمقراطية لا تعني الانتخابات وحدها".
وفي 4 يونيو / حزيران، قال نائب رئيس الوزراء للاقتصاد علي باباكان «إن الحكومة تحترم الحق في الاحتجاج غير العنيف وحرية التعبير، ولكنها يجب أيضًا أن تحمي مواطنيها من العنف».
في 8 يونيو / حزيران، قال عمدة إسطنبول كادر توباس للصحفيين: «نحن بالتأكيد لا نفكر في بناء مركز تجاري هناك، ولا فندق أو إقامة، ويمكن أن يكون ... متحف مدينة أو مركز معارض».
وانتقد إيجيمن باغيس، وزير شؤون الاتحاد الأوروبي، في بيان صحفي صدر في 17 يونيو «استخدام منصة البرلمان الأوروبي للتعبير عن كسوف العقل من خلال بيانات غير متناسبة وغير متوازنة وغير منطقية ...» وقال «عند السماح بذلك، سيكون من الحكمة للمسؤولين في الاتحاد الأوروبي وضع حد لذلك».
في 3 يوليو، تم إلغاء البناء المخطط له، في منطقة تقسيم، والذي أثار الاحتجاجات في نهاية المطاف. وصدر أمر المحكمة في منتصف يونيو / حزيران في ذروة الاحتجاج، ولكن لم يتم الإفراج عنه بشكل غير معقول لأسابيع.
ألقى أردوغان عددًا من الخطابات التي رفضت المتظاهرين، وفي 3 يونيو غادر البلاد في جولة دبلوماسية مدتها 3 أيام في دول شمال أفريقيا، وهي خطوة انتقدها القادة السياسيين المعارضين باعتبارها خطوة غير مسؤولة. وفي 4 يونيو / حزيران، اعتذر نائب رئيس الوزراء بولنت أرنك للمتظاهرين عن «العنف المفرط» الذي استخدمته الشرطة في بداية أعمال الشغب، لكنه قال إنه لن يعتذر عن عنف الشرطة الذي حدث بعد ذلك. وفي 6 يونيو / حزيران، قال رئيس الوزراء أردوغان إن خطط إعادة التطوير ستمضي قدمًا رغم الاحتجاجات.

### ادعاءات المؤامرة
زعمت الحكومة أن مجموعة واسعة من القوات المظللة كانت وراء الاحتجاجات. وفي خطاب ألقاه في 18 حزيران / يونيو، اتهم أردوغان «الخونة الداخليين والمتعاونين الخارجيين»، قائلًا: «لقد أُعدت المظاهرات مهنيًا جدًا ... وقد أعدت وسائل الإعلام الاجتماعية لهذا، ومجهز، وأقوى الشركات الإعلانية في بلدنا، ولوبي السندات، والمنظمات في الداخل والخارج، كانت جاهزة، ومجهزة لهذا». ضم أردوغان ضمنًا حزب الشعب الجمهوري المعارض الرئيسي في فئة«الخونة الداخليون»، مدعيًا أن ثلاثة أرباع المشاركين الاحتجاجيين قد صوتًا لصالح حزب الشعب الجمهوري واتهم زعيم حزب الشعب الجمهوري كمال كليكداروغلو «بالتصرف مثل رئيس منظمة إرهابية من خلال دعوة الشرطة إلى عدم إطاعة الأوامر». كما ادّعى أردوغان أن احتجاجات تقسيم ارتبطت بتفجيرات ريحانلي، واتهم حزب الشعب الجمهوري بالتواطؤ في التفجيرات، داعيًا كيليكداروغلو للاستقالة. ادّعت وسائل الإعلام المؤيدة لحزب العدالة والتنمية أن أوتبور كان وراء الاحتجاجات وفي أواخر حزيران / يونيه، أعلن أن منظمة الاستخبارات الوطنية تحقق في عناصر أجنبية في الاحتجاجات. كما طالبت وزارة الخارجية «بتقرير يشرح بالتفصيل الجهود التي بذلتها هذه البلدان لخلق تصور ضد تركيا، وهي أدوات استخدمت في هذه العملية، وما فعلته سفاراتنا وما كانت ردود فعل مواطنينا».
وأفادت الصحف الموالية لحزب العدالة والتنمية أن التظاهرات كانت تخطط من قبل منظمة المجتمع المدني الصربية أوتبور.
زعمت صحيفة ييني شافاك أن مسرحية تدعى «مي مينور»، مدعومة بدعم من وكالة في بريطانيا، قد قامت بتدريب قيام «الثورة» في تركيا لعدة أشهر. اتهم عمدة أنقرة ميليه غوكك سيلين جريت، مراسل بي بي سي تركيا بأنه جاسوس. وفي 1 تموز / يوليه، اتهم نائب رئيس الوزراء بسير أتالاي عملاء أجانب بتنظيم الاحتجاجات. وقال أتالاي «هناك بعض الدوائر التي تشعر بالغيرة من نمو تركيا». «كلهم يتحدون، من جانب واحد من الشتات اليهودي، ورأيت موقف وسائل الإعلام الأجنبية خلال حوادث حديقة غيزي، وشرائها وبدأت البث على الفور، دون إجراء تقييم للحالة». واتهم عدد من المعلقين الأتراك والمسؤولين من المستوى الأدنى الجماعات اليهودية وغيرهم بالتآمر على تنظيم الاحتجاجات بمحاولة إسقاط أردوغان. وفي 2 يوليو / تموز، أدلت الجالية اليهودية التركية ببيان بأن هذا كان تعميمًا معاديًا للسامية لا أساس له من الصحة.
اتهم نواب حزب العدالة والتنمية ورئيس الوزراء برهان كوزو ألمانيا بأنها وراء احتجاجات غيزي لوقف بناء مطار إسطنبول الثالث. وقال «عندما يكتمل مطار فرانكفورت في ألمانيا، فإنها سوف تفقد أهميتها، وبالتالي، في أحداث غيزي الأخيرة، فإن ألمانيا، جنبًا إلى جنب مع بعض الأطراف الأخرى، كان لها دور كبير».
وقال محمد ايمور، وهو ضابط متقاعد من منظمة الاستخبارات الوطنية التركية، إن الموساد كان وراء احتجاجات غيزي. وخلال مقابلة تلفزيونية في إحدى القنوات التلفزيونية الموالية للحكومة، ذكر أن بعض اليهود الأتراك الذين أدّوا الخدمة العسكرية في إسرائيل كانوا عملاء من الموساد ونشطين خلال احتجاجات غيزي.

### رد الشرطة
تزايدت الاحتجاجات (في صباح يوم 30 مايو) بعد أن أحرقت الشرطة السرية خيام المتظاهرين الذين نظموا اعتصامًا في حديقة غيزي. قارنت الرسائل الداخلية لشرطة شيفيك كوفت شرطة مكافحة الشغب الأحداث إلى حملة غاليبولي عام 1916. وقالت منظمة العفو الدولية في 1 يونيو / حزيران إن "من الواضح أن استخدام القوة من قبل الشرطة ليس مدفوعًا بالحاجة إلى الرد على العنف - الذي لم يتم الرد عليه بالمثل سوى بشكل بسيط جدا من جانب المتظاهرين - ولكن من خلال الرغبة في منع وتثبيط الاحتجاجات من أي نوع ". وبحلول 14 يونيو تم استخدام 150,000 خرطوشة غاز مسيل للدموع و 3000 طن من المياه. وفي منتصف يونيو / حزيران قالت منظمة العفو الدولية إنها تلقت تقارير متسقة وموثوقة عن تعرض المتظاهرين للضرب من قبل الشرطة أثناء الاعتقال ونقلهم إلى الحجز وحرمانهم من الحصول على الغذاء والماء ومرافق المراحيض لمدة تصل إلى 12 ساعة خلال الاحتجاجات الحالية في إسطنبول التي وقعت منذ ثلاثة أسابيع تقريبا ". تم اعتقال المئات من المتظاهرين.
ومع استمرار الاحتجاجات في مطلع حزيران / يونيه، استخدم الغاز المسيل للدموع على نطاق واسع بحيث كان على الكثير من سكان وسط سطنبول إبقاء النوافذ مغلقة حتى في حرارة الصيف، أو استخدام أجهزة التنفس ومن ثم التعب من أجل تنظيف المنازل من بقايا الغاز المسيل للدموع. الشرطة حتى الماء كانونيد رجل على كرسي متحرك. وقالت جمعية الأطباء التركيين إنه بحلول 15 يونيو / حزيران، تم علاج أكثر من 11,000 شخص بسبب التعرض للغاز المسيل للدموع، وحوالي 800 شخص بسبب الإصابات الناجمة عن خراطيش الغاز المسيل للدموع. وفي عطلة نهاية الأسبوع في 15 حزيران / يونيه، تصاعدت إجراءات الشرطة بشكل كبير. وقالت جمعية أطباء إسطنبول في وقت لاحق إن هناك «عددا كبيرا ولكن غير معروف من إصابات الحروق الأولى والثانية بسبب بعض المواد المختلطة في الضغط المضغوط مدافع المياه». وفي ليلة 15/16 يونيو، قامت الشرطة مرارا بتفريغ اللوبي المسيل للدموع في فندق ديفان إسطنبول، حيث لجأ المتظاهرون إلى اللجوء، مما تسبب في إصابة امرأة حامل بالإجهاض. كما أنها تغرق بالماء المسيل للدموع في مستشفى تقسيم الألماني.
نظم الأطباء وطلاب الطب محطات الإسعافات الأولية. وفي بعض الحالات، استهدفت الشرطة والأفراد الطبيون الشرطة الغاز المسيل للدموع، وترك أحد المتطوعين طبيا في العناية المركزة بعد تعرضه للضرب على يد الشرطة، على الرغم من إخباره بأنه طبيب يحاول المساعدة. كما تم اعتقال متطوعين طبيين. «[الشرطة] تقوم الآن بدوريات في الشوارع ليلا، وكسر بشكل انتقائي نوافذ الطابق الأرضي من الشقق وإلقاء الغاز المسيل للدموع إلى منازل الناس، وانضمت إليها مجموعات من المتعاطفين مع حزب العدالة والتنمية مع خفافيش البيسبول». قال أحد المتطوعين في ساحة تقسيم إنهم «وعدوا لنا بأنهم لن يهاجموا مستشفى نا الميداني، لكنهم فعلوا على أية حال، بإطلاق ست جولات من الغاز المسيل للدموع مباشرة في خيمتنا».
واستهدفت الشرطة أيضا المحامين. وفي 11 حزيران / يونيه، احتجزت الشرطة ما لا يقل عن 20 محاميا كانوا يتجمعون في قصر قصر كاجلايان في إسطنبول لإلقاء بيان صحفي عن حديقة غيزي، بما في ذلك شرطة مكافحة الشغب. ووصف محامون حاضرون أن اعتقال ما مجموعه 73-74 محاميا كان «وحشيا جدا وغير ديمقراطيا»، حيث أصيب العديد من الجرحى: «حتى أنهم ركلوا رؤوسهم، كان المحامون على الأرض، وكانوا يضربوننا وهم يدفعون. قاموا ببناء دائرة حولنا ثم هاجموا».
وردت أيضًا تقارير تفيد بأن الصحفيين يستهدفون الشرطة، وصحفي روسي «تعرض للضرب والاحتجاز من قبل أجهزة المخابرات التركية المشتبه بها، حيث كان يلتقط صورا لسيارات الشرطة الفارغة في ساحة تقسيم». وذكرت صحيفة «نيويورك تايمز» في 16 يونيو / حزيران أن «مصورًا أجنبيًا توثق الاشتباكات ليلة السبت قال إن ضابط شرطة قام بتمزيق قناع الغاز عليه بينما كان في سحابة من الغاز المسيل للدموع وأجبره على مسح بطاقة الذاكرة الخاصة به من الصور». أفاد مراسلون بلا حدود بأن ثمانية صحفيين اعتقلوا، بعنف بعدة، وأرغم العديد منهم على حذف صور من كاميراتهم الرقمية.
وقال متحدث باسم نقابة الشرطة امنييه سن ان سوء معاملة الضباط من جانب الشرطة كان السبب في العنف جزئيا «ان التعب والضغط المستمر يؤدى ان إلى عدم اليقظة والعدوان وانعدام التعاطف، ومن غير المسئول ان تبقى شرطة مكافحة الشغب مسئولة عن مثل ساعات طويلة دون أي راحة».
في 2 أكتوبر، أصدرت منظمة العفو الدولية تقريرا كاملا عن وحشية الشرطة في احتجاجات حديقة غيزي بعنوان «احتجاجات حديقة غيزي: وحشية دينال من التجمع السلمي في تركيا».
وفي 16 تشرين الأول / أكتوبر، أصدر الاتحاد الأوروبي تقريره المرحلي عن تركيا، مع احتجاجات جيزي التي وضعت علامة على أجزاء حاسمة من الوثيقة. وذكر التقرير أن «الإفراط في استخدام القوة من جانب الشرطة والغياب العام للحوار أثناء الاحتجاجات في أيار / مايو - حزيران / يونيه أثارا شواغل خطيرة».
وفي 26 تشرين الثاني / نوفمبر، أصدر مفوض حقوق الإنسان التابع لمجلس أوروبا تقريرا كاملا عن تركيا واحتجاجات غيزي.[1] وقال التقرير إن «المفوض يعتبر أن إفلات المسؤولين عن إنفاذ القانون من انتهاكات حقوق الإنسان من العقاب مشكلة راسخة في تركيا».

### الحركات المُضادة
على الرغم من عدم وجود احتجاجات مضادة في معظم المدن خلال الأسبوع الأول، إلا أن بعض المدن (مثل قونية) شهدت خلافات طفيفة وشجار بين القوميين والجماعات اليسارية. عندما أرادت مجموعة صغيرة من الناس قراءة بيان أمام تمثال أتاتورك في ساحة ميدان / أتاتورك المركزية في طرابزون، طردتهم مجموعة صغيرة أخرى من القوميين المتطرفين، فصلت الشرطة الجماعات لمنع العنف. ومع ذلك، خلال النهار والليل كانت هناك مسيرات وأنواع أخرى من الاحتجاجات في المدينة، ولكن في الغالب دون لافتات سياسية.
تم توزيع قوائم الشخصيات البارزة التي دعمت الاحتجاجات (مثل الممثل ميميت علي ألابورا)، وصور ضرر الاحتجاج المعممة تحت عنوان #SenOde («أنت تدفع ثمنها»). انتقدت ييني شافاك النقاد البارزين في الحكومة مثل إيس تيملكوران، مع إعطاءه في 18 يونيو «نادي الخاسر».
كتب حسن كاراكايا، وهو كاتب بصحيفة «أكيت» المؤيدة لحزب العدالة والتنمية، عن الأحداث الجارية في تركيا، ووجدها مشابهة للوضع الأخير في مصر، واستخدم مصطلحات «كلب» (كوبيك)، «القَوّاد» (بيزيفنك) و «العاهرة» (كالتاك) لوصف المتظاهرين.

## الخسائر
ومع استمرار الاحتجاجات في جميع أنحاء تركيا، أدى استخدام الشرطة للغاز المسيل للدموع ومدافع المياه إلى إصابة الآلاف، بما في ذلك الإصابات الحرجة، وفقدان البصر، وعدد من الوفيات. تم اعتقال أكثر من ثلاثة آلاف شخص. واستخدمت قوات الشرطة مرارًا وتكرارًا القوة غير الضرورية لمنع وتفريق المظاهرات السلمية. ونتيجةً لذلك، تشير التقديرات إلى أن هناك 11 حالة وفاة. سبعة منهم كانوا من أقلية جماعة أليفيز  وما لا يقل عن 8,163 إصابة (63 على الأقل في حالة خطيرة أو حرجة مع 3 على الأقل لديهم خطر الوفاة).

## الرقابة الإعلامية والتضليل
أشارت وسائل الإعلام الأجنبية، وخاصة في الأيام الأولى (31 مايو - 2 يونيو)، إلى أن التغطية الإعلامية للاحتجاجات قليلة نسبيًا في تركيا، إما بسبب ضغط الحكومة على المصالح التجارية للمجموعات الإعلامية "أو التعاطف ببساطة مع أيديولوجية وسائل الإعلام. وأشارت هيئة الإذاعة البريطانية أن بعض وسائل الاعلام تداهن حزب العدالة والتنمية أو على مقربة من أردوغان شخصيًا، "معظم وسائل الإعلام التيار الرئيسي - مثل قنوات التلفزيون الإخبارية خبر تورك وNTV، وميليت اليومية الوسطية الرئيسية - يكرهون إثارة غضب الحكومة لأن أصحابها «لديهم بعض المصالح التجارية والتي تعتمد في بعض الأحيان على الدعم الحكومي. ويظهر هذا في موقفها من تغطية المظاهرات».
في 14 فبراير عام 2014، كشفت لقطات فيديو نُشرت أن في حقيقة الأمر كان هناك هجوم على امرأة ترتدي الحجاب من قبل المتظاهرين يوم 1 يونيو. وكانت امرأة ورئيس الوزراء رجب طيب أردوغان وزعمت في المؤتمرات الصحفية والتجمعات السياسية التي هاجمت المتظاهرين.

## رد الفعل الدولي
انتقدت حكومة حزب العدالة والتنمية الاحتجاجات بشدة من قبل دول ومنظمات دولية أخرى، بما في ذلك الاتحاد الأوروبي، الأمم المتحدة، الولايات المتحدة، والمملكة المتحدة، وألمانيا.

## التأثير

### على مستوى السياسة
قال كوراي كاليكان، وهو عالم سياسي في جامعة بوغازيسي في إسطنبول، إن الاحتجاجات تعتبر «نقطة تحول لحزب العدالة والتنمية، فأردوغان سياسي واثق جدًا وسياسي استبدادي جدًا، ولا يستمع إلى أي شخص بعد الآن، لكنه يحتاج إلى فهم أن تركيا ليست مملكة، وأنه لا يستطيع أن يحكم إسطنبول من أنقرة من تلقاء نفسه». كما اقترح كاليشكان أن آفاق خطة أردوغان لسن دستور جديد يقوم على نظام رئاسي، حيث يصبح أردوغان أول رئيس تحت هذا الدستور.
على الرغم من دعم حزب العدالة والتنمية لكذب بعض المحافظين الدينيين، وقفت بعض المنظمات المحافظة والإسلامية ضد أردوغان. قامت جماعات مثل المسلمين المناهضين للرأسمالية والمسلمين الثوريين بأداء صلاة الجمعة أمام خيمة المسجد في حديقة غيزي في 7 و 14 يونيو / حزيران، أي قبل يوم واحد من إخلاء الشرطة. وصف مصطفى أكيول، الصحفي الإسلامي الليبرالي، الأحداث بأنها رد فعل تراكمي للشعب على أردوغان. وكان من بين المعارضين المحافظين البارزين للحكومة الكاتب الديني إحسان إلياسك الذي اتهم أردوغان بأنه دكتاتور فاطمة بوستان أونزال، أحد مؤسسي حزب العدالة والتنمية، الذي أعرب عن تأييده للاحتجاجات. وعبد اللطيف شينر، نائب رئيس الوزراء السابق لحزب العدالة والتنمية، الذي انتقد بشدة الحكومة في مقابلة مع تلفزيون هالك اليساري.
انتقد فاروق بيرتيك، أستاذ علم الاجتماع في جامعة بوجازيسي، أعمال الشرطة التركية ضد المتظاهرين وشبههم بمؤسسي ألمانيا النازية. كتب دارون أسيموجلو، أستاذ الاقتصاد في معهد ماساتشوستس للتكنولوجيا، مقالا نشرته صحيفة نيويورك تايمز حول الاحتجاجات، قائلا: «إذا لم يقدم صندوق الاقتراع الخيارات الصحيحة، فإن الديمقراطية لن تتقدم بالعمل المباشر».

### الثقافة الشعبية
عبر روجر ووترز، العضو السابق في مجموعة بينك فلويد خلال حفله «ذي وال ليف» في إسطنبول في استاد إيتو في 4 أغسطس 2013، عن دعمه وقدم تعازيه للمتظاهرين في تركيا، وعرض صور الأشخاص الذين قتلوا خلال الاحتجاجات في الخلفية . تشكلت مجموعة دومان الموسيقية وغنت أغنية تسمى ايفالا تشير إلى كلمات أردوغان على الاعتراف باستخدام القوة المفرطة.
كما تألفت فرقة كاردز توركولر وغنت أغنية تسمى (صوت الأواني والمقالي) والتي تشير إلى ضجيج الأواني والمقالي في الشرفات احتجاجًا على أردوغان.
نشرت نيكست ميديا أنيماشن التايوانية لرسوم الكارتون 3 سلاسل من الرسوم المتحركة المتحركة، التي تضمنت الكثير من الرموز من الاحتجاجات المستمرة. كما قاموا بعمل رسوم متحركة عن ميليه غوكسيك، عمدة أنقرة، الذين اتهمته نيكست ميديا أنيماشيون بالتحكم في المتظاهرين. حصلت تلك الرسوم المتحركة على رد فعل في وسائل الإعلام التركية أيضًا.
تشكلت فرقة بوغازيسي للجاز وألفت أغنية اسمها «Çapulcu موسون فاي فاي»، هتاف كلمة تشابولينغ ولعبت لأول مرة في مترو الانفاق إسطنبول ومن ثم في حديقة غيزي.
ولد مغني موسيقى البوب نازان Öncel أغنية «غويا» (من المفترض أنها باللغة التركية) تنتقد الحكومة ونزاع إمك، «نازان اونسل وأوركسترا Çapulcu».
وعبر روجر ووترز، العضو السابق في «بينك فلويد»، خلال حفله «ذي وال ليف» في إسطنبول في 4 أغسطس / آب 2013 عن دعمه وقدم تعازيه للمتظاهرين بالتركية، مشيرين إلى صور الأشخاص الذين قتلوا خلال المظاهرات في الخلفية.
استضاف ستيفن كولبيرت المضيف كولبير تقرير على الاحتجاجات خلق «الجناس الاستبدادي» برو غاي حريش راي لاردوغان واستمر في إشارة اليه باسم «رئيس الوزراء المستبد» عدة مرات، الأمر الذي انتقدته بعض وسائل الاعلام التركية.
الموسيقار التركي المعروف دولياً أبيدوك، ألفت، وسجلت وأطلقت أغنية اسمها «انها أعمال شغب» تصف الاحتجاجات والكفاح من أجل الحرية في تركيا وأصدرت فيديو الموسيقى الرسمية في 28 يونيو، التي تم إنشاؤها مع لقطات مجهولة من مختلف أجزاء من تركيا، خلال الاحتجاجات المستمرة.
اكتسب أوزبي، مغني الراب التركي (وعضو الفرقة كاوس) شهرة وطنية من خلال تأليف وتسجيل أغنية اسمها «آسي» (المتمردين).
شملت فرقة الروك البديلة الشهيرة على مستوى العالم صور تمثل احتجاجات غيزي في الفيديو الموسيقي لأغنيتها الأخيرة «روب البنك».
أصدرت فرقة روك رينجو جيتس التركية أغنية «ربيع الحرب» حول الاحتجاجات.
خلال الحفل الذي أقيم في إسطنبول، وصف الهجوم الضخم أولئك الذين ماتوا في الاحتجاجات على الشاشة في الهواء الطلق في ظهرهم مع الجمل التالية، قتلهم لا يزال هناك، ونحن لن ننسى سوما.

### السياحة
في عام 2011، اجتذبت تركيا أكثر من 31.5 مليون سائح أجنبي، لتحتل المرتبة السادسة من حيث المقاصد السياحية الأكثر شعبية في العالم. وقد وُصفت السياحة بأنها «واحدة من أهم المصادر الحيوية للدخل لتركيا»، مما أثار مخاوف من أن «الاضطرابات سيكون لها تأثير سلبي على إسطنبول [...] والاقتصاد السياحي الأكبر». في 4 يونيو، أفاد مستثمرو الفنادق والسياحة من إسطنبول أن «أكثر من 40 في المئة من حجز الفنادق» قد ألغيت.
قال مارك ألموند، الأستاذ الزائر للعلاقات الدولية في جامعة بيلكنت في أنقرة: «هذه مدينة لديها أعداد كبيرة من السياح الأجانب، وقد تأثر العديد منهم، وطلب العديد منهم المساعدة الطبية، وهي علاقات عامة كارثية ذات آثار اقتصادية ضخمة».
وذكر متحدث باسم وزارة الخارجية الأمريكية أن "حملة قمع قوات الشرطة المسلحة بالقنابل المسيلة للدموع ومضخات المياه وقعت في واحدة من أكثر الأماكن السياحية التي تقع فيها العديد من أكبر الفنادق، محذرا بشكل غير مباشر من أن المشورة السفر.
في 1 يونيو 2013، أصدرت السفارة الأمريكية في تركيا مثل هذا التحذير بأنه «يجب على المواطنين الأمريكيين المسافرين أو المقيمين في تركيا أن يكونوا في حالة تأهب لاحتمال وقوع أعمال عنف». وأصدرت وزارة الخارجية الألمانية تحذيرًا يحث مواطنيها على تجنب المناطق المتضررة. وكان العديد من مشاهير السينما العالمية الحائزون على جائزة إسطنبول لمهرجان الأفلام الوثائقية لعام 2013، الذي تم تأجيله إلى أجل غير مسمى بسبب رد فعل عنيف من قبل السلطات التركية للاحتجاجات السلمية هناك. في اليومين الأولين من المهرجان، 1 و 2 يونيو، لم تحدث بسبب الاضطرابات الاجتماعية وأحد المواقع الرئيسية، أكبانك سنات، لم يتمكن من عرض الأفلام لفترة طويلة من الزمن بسبب قربها من الاحتجاجات. بدأت بترا كوستا والمخرج البرازيلي للفيلم الوثائقي إيلينا والمدير المصري للتصوير محمد حمدي تصوير الاحتجاجات في الميدان.

### فضيحة ألعاب البحر الأبيض المتوسط عام 2013
منذ بداية الاحتجاجات، جرت مظاهرات في مرسين، المدينة التي كانت تستضيف دورة الألعاب المتوسطية لعام 2013. وبما أن أردوغان كان من المقرر أن يتكلم في مراسم افتتاح الألعاب، كانت هناك تكهنات بأن المتظاهرين سيغتنمون الفرصة لإحراج الحكومة. بعد 15 دقيقة فقط من بيع التذاكر على الإنترنت تم بيعها جميعًا لمشتري مجهول، وزعت على ما يبدو لمختلف منظمات حزب العدالة والتنمية. جنبًا إلى جنب مع مقاطعة من قبل السكان المحليين من الألعاب، وهذا يعني أن الملاعب كان في كثير من الأحيان فارغة تقريبًا. تم منع المتظاهرين من الاقتراب من الملعب من قبل شرطة مكافحة الشغب، وتم طردهم من حديقة مرسين للسلام (باريس Parkı) في الليلة السابقة للألعاب. تم استخدام الغاز المسيل للدموع ومدافع المياه والرصاص المطاطي ضد المتظاهرين. ومن بين الفضائح الأخرى التي أحاطت بالألعاب ما يلي: ثمانية من رافعي الأثقال الأتراك الوزن وجد أنهم يستخدمون عقاقير تعزز الأداء في دمهم، وبعد ذلك تم استبعادهم شوهدت شاحنة تابعة لمنظمة الألعاب الرياضية تنقل الموظفين والرياضيين أمام بيت للدعارة في مرسين.

### دورة الألعاب الاولمبية الصيفية 2020
أعرب رئيس بلدية إسطنبول كادر توباس عن قلقه من أن تصرفات الشرطة ستعرض استضافة إسطنبول لاستضافة دورة الألعاب الاولمبية الصيفية لعام 2020 للخطر قائلًا «إن عمدة إسطنبول لا يعبأ بمثل هذا الحدث، والحقيقة أن العالم كله شاهد الأحداث كيف سنشرح ذلك ؟ ما هي الادعاءات التي ستستضيفها دورة الألعاب الأوليمبية لعام 2020؟» وكما اتضح، فإن«الاضطرابات السياسية» كانت أحد الأسباب التي أدت إلى فشل محاولة إسطنبول لاستضافة الألعاب الأوليمبية، إلى جانب المخاوف بشأن الاقتصاد، والأزمة السورية والفضائح المحيطة بألعاب البحر الأبيض المتوسط.

### الاقتصاد
في 3 يونيو، شهدت بورصة إسطنبول خسارة بنسبة 10.5٪ في يوم واحد، وكان الانخفاض هو «أكبر خسارة ليوم واحد خلال عقد من الزمان». وكان سقوط مؤشر بورصة تركيا 100 هو الأكثر حدة منذ أغسطس 2011، وارتفعت العائد على سندات الليرة لمدة عامين بمقدار 71 نقطة أساس ليصل إلى 6.78 في المئة، وهو أكبر قفزة منذ عام 2005. وكان البنك المركزي التركي يقوم بالمزاد العلني وشراء الليرة التركية من أجل الحفاظ على سعر الصرف. كما انخفضت قيمة الأموال بسبب المسؤولين الأتراك الذين لا يعارضون بشكل صارخ وجهات النظر حول الحرية والديمقراطية.
في 6 يونيو، قال رئيس الوزراء أردوغان إن خطط إعادة التطوير ستمضي قدمًا على الرغم من الاحتجاجات. بعد وقت قصير من بث التعليقات، انخفضت أسواق الأسهم التركية بنسبة 5٪.
في 11 يونيو، حذّرت وكالة «موديز» للتصنيف تركيا من أن الاحتجاجات المستمرة ستؤدي إلى مخاطر ائتمانية كبيرة، مما يؤدي إلى انخفاض مؤشر «إسطنبول الرئيسي» بنسبة 1.7٪. تأجيل مؤقت لمحادثات الانضمام إلى الاتحاد الأوروبي في 25 حزيران / يونيو 2013 أيد وزراء خارجية الاتحاد الأوروبي اقتراح ألمانيا بتأجيل محادثات الانضمام إلى الاتحاد الأوروبي مع تركيا لمدة أربعة أشهر بسبب تعامل الحكومة مع الاحتجاجات. أثار هذا التأخير شكوكًا جديدة حول ما إذا كان يجب على تركيا أن تقبل في أي وقت مضى الانضمام للاتحاد الأوروبي. وفي مطلع يونيو / حزيران، وفي تعليقات على عضوية تركيا المحتملة، لم تتطرق المستشارة الألمانية أنجيلا ميركل إلى الاقتراح التوفيقي، لكنها قالت إن على تركيا أن تحرز تقدمًا في علاقاتها مع قبرص العضو في الاتحاد الأوروبي لإعطاء دفعة لطموحات عضويتها.

## معرض صور

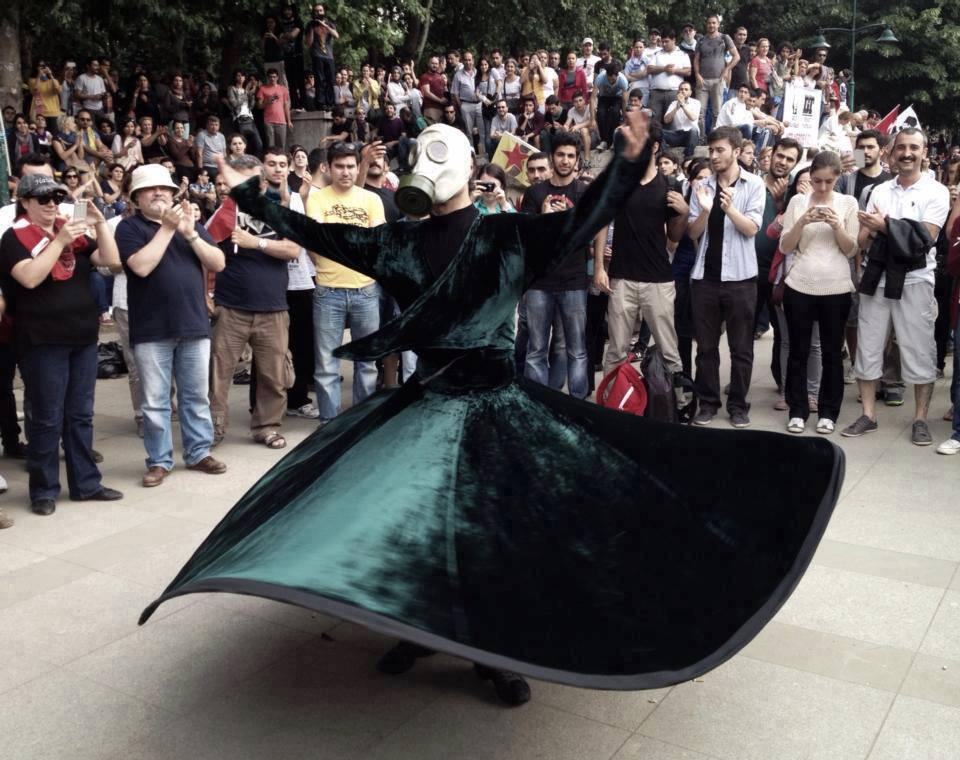
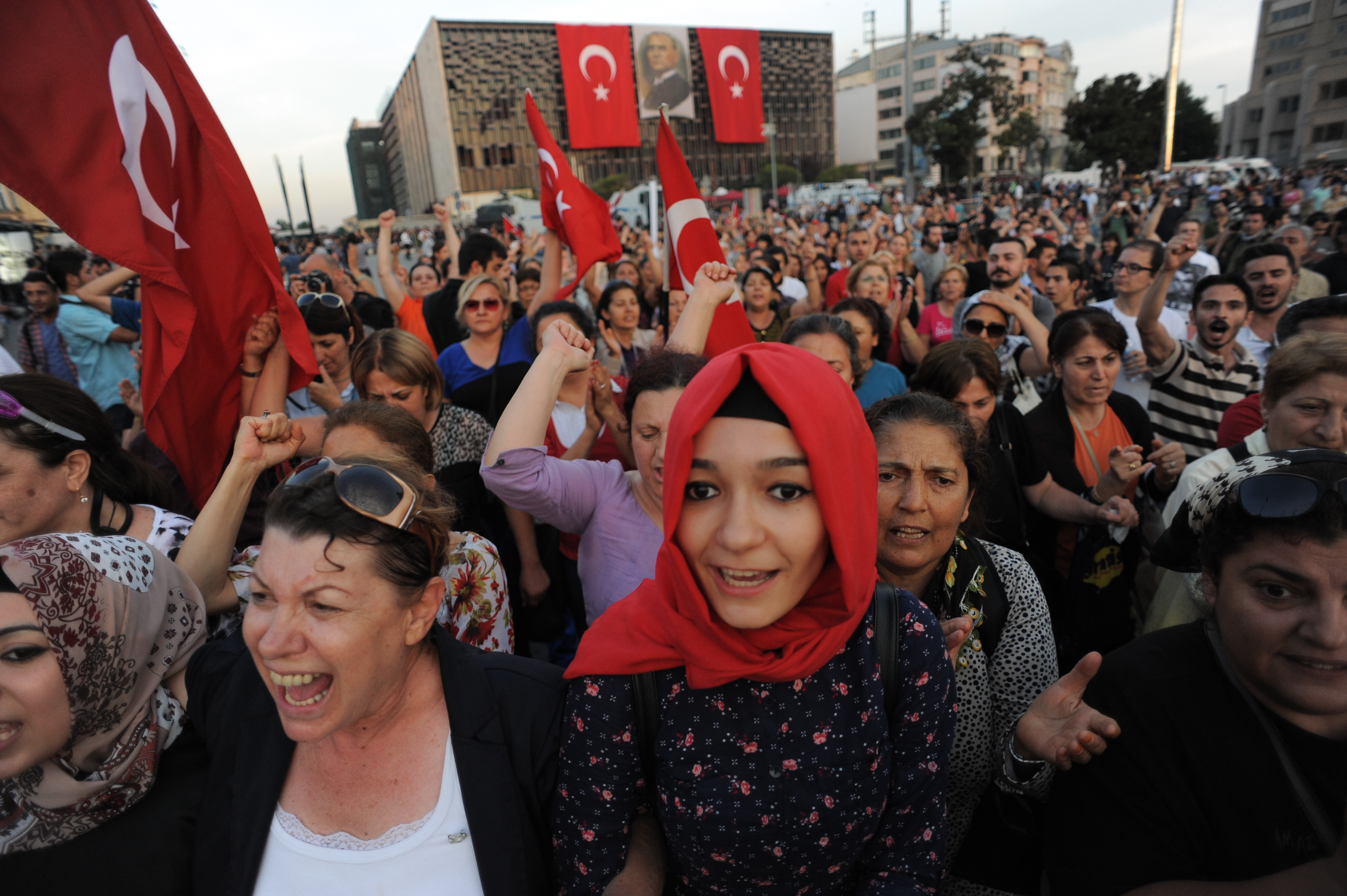
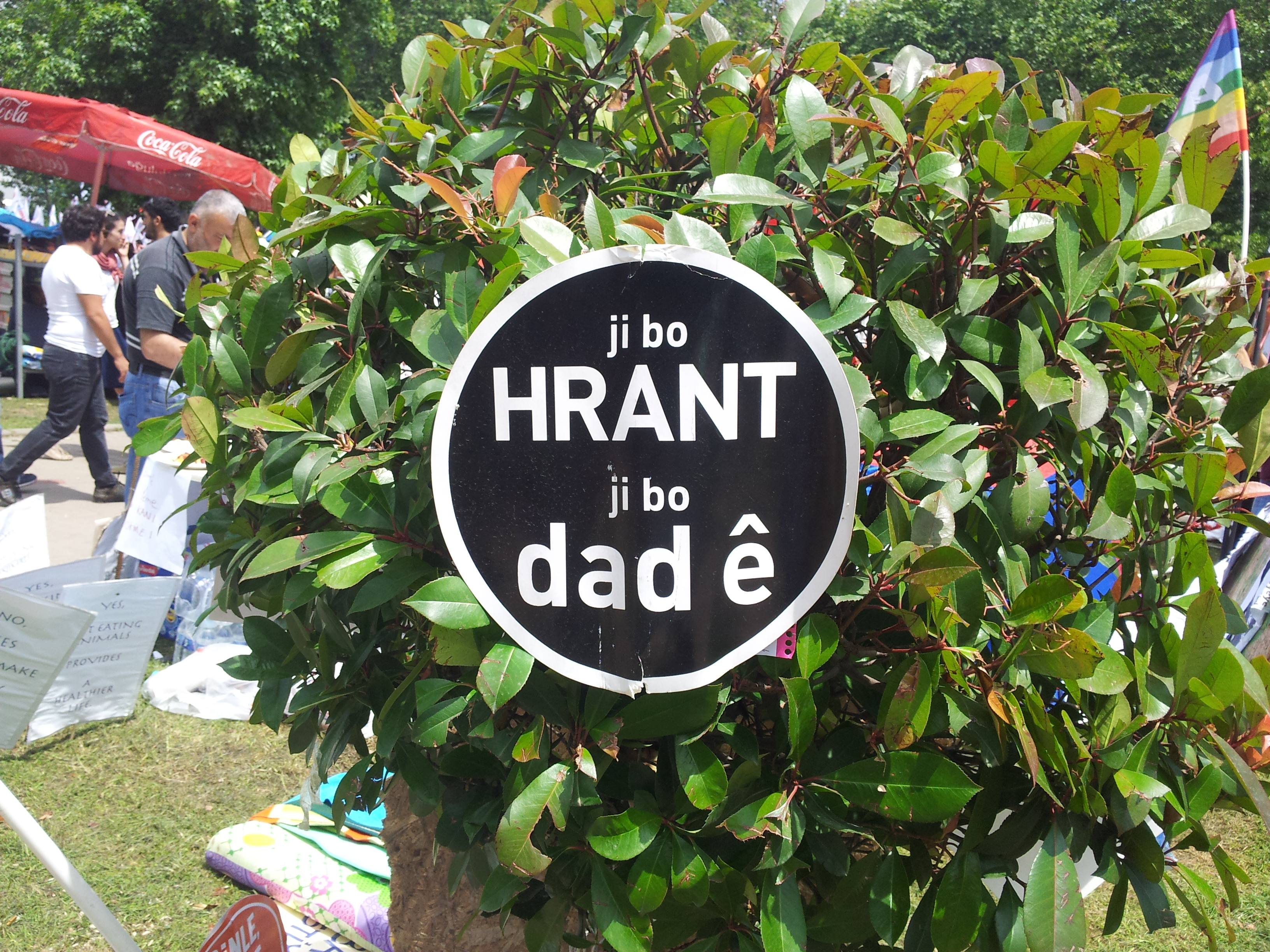

## روابط خارجية
- Gezi Park News Updates and Archive, Good Morning Turkey
- Views and Analysis on Gezi Park Protests from Acik Radio
- Livestream hot points camera, Haber medya
- Related pictures and videos from all over Turkey
- ShowDiscontent: A photo archive of the events with explanations and references
- Timeline in multiple languages from socialist blog Sendika
- Blog collecting police abuse
- Photo tour of Taksim/Gezi Park camp, BBC
- Historical Atlas of Gezi Park
- everywheretaksim.net, web archive preserving articles, testimonials and other data related to protests in Turkey 2013
- Drawings Occupy Gezi by Gianluca Costantini
- çapuling archive of the visual culture, humor, and irony of the peaceful protestors (the Çapulcu) in Turkey 2013
- Gokay, Bulent and Xypolia, Ilia (eds.) (2013) Reflections on Taksim Gezi Park Protests in Turkey. Keele European Research Centre: Keele, UK.